# Meteorologisches Observatorium Hohenpeißenberg

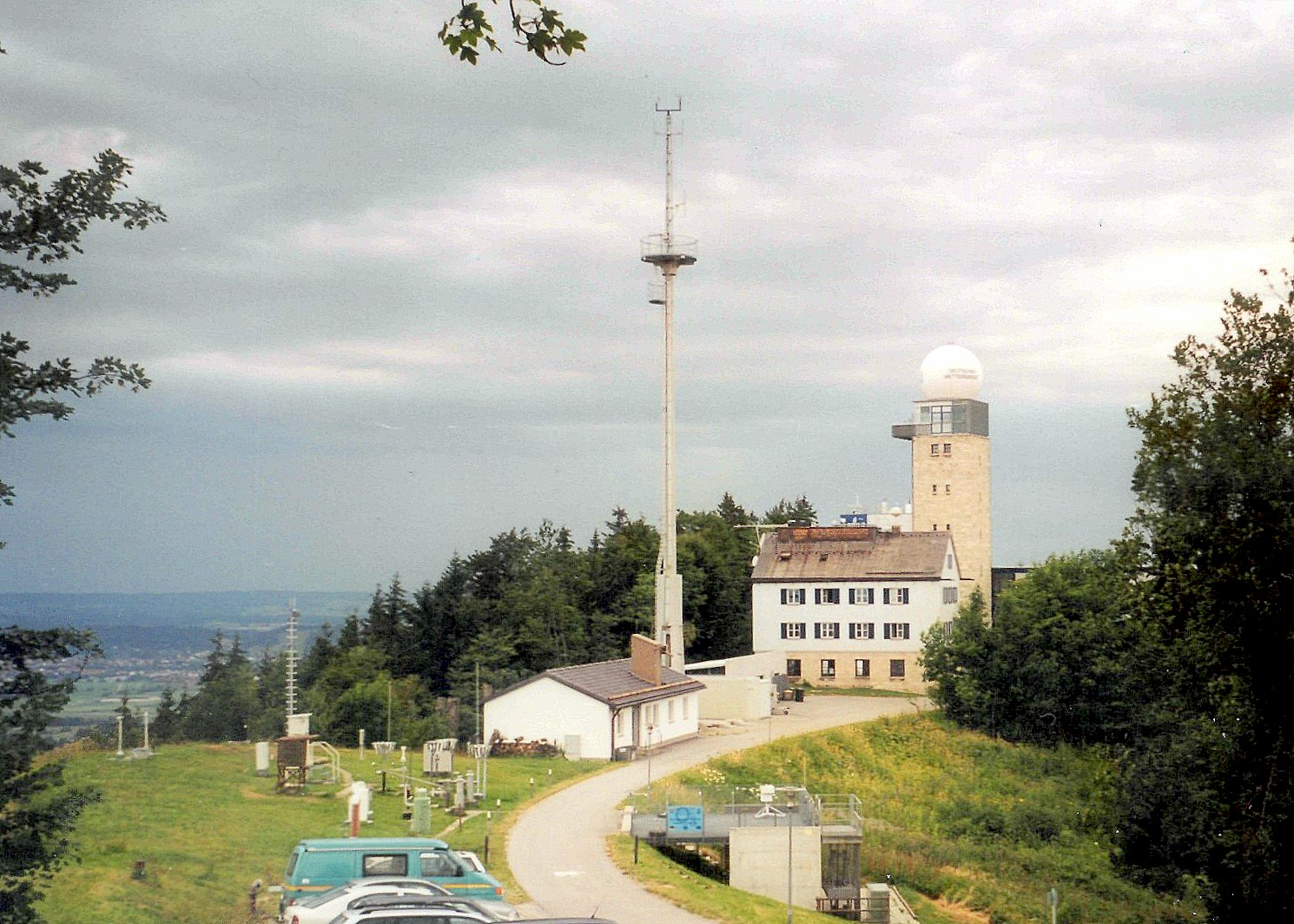
Observatorium Hohenpeißenberg

Das Meteorologische Observatorium Hohenpeißenberg ist die älteste Bergwetterwarte der Welt. Das Observatorium liegt bei 977 m ü. NHN auf dem Hohen Peißenberg in Bayern, etwa 20 Kilometer nördlich des Alpenrands. Es ist dem Deutschen Wetterdienst (DWD) angegliedert, betreibt Ozonforschung, Aerosol- und Spurengasmessungen und Radarmeteorologie und führt Wetterbeobachtungen durch. 
Zusammen mit der Umweltforschungsstation Schneefernerhaus auf der Zugspitze ist es die einzige Globalstation im Global Atmosphere Watch (GAW) Verbund in Deutschland. 
Hohenpeißenberg ist die einzige verbliebene Station im Mannheimer Messnetz der Societas Meteorologica Palatina, einer meteorologischen Gesellschaft mit Sitz in Mannheim, an der seit dem 1. Januar 1781 bis heute nahezu unterbrechungsfrei meteorologische Beobachtungen durchgeführt werden.

## Bedeutung

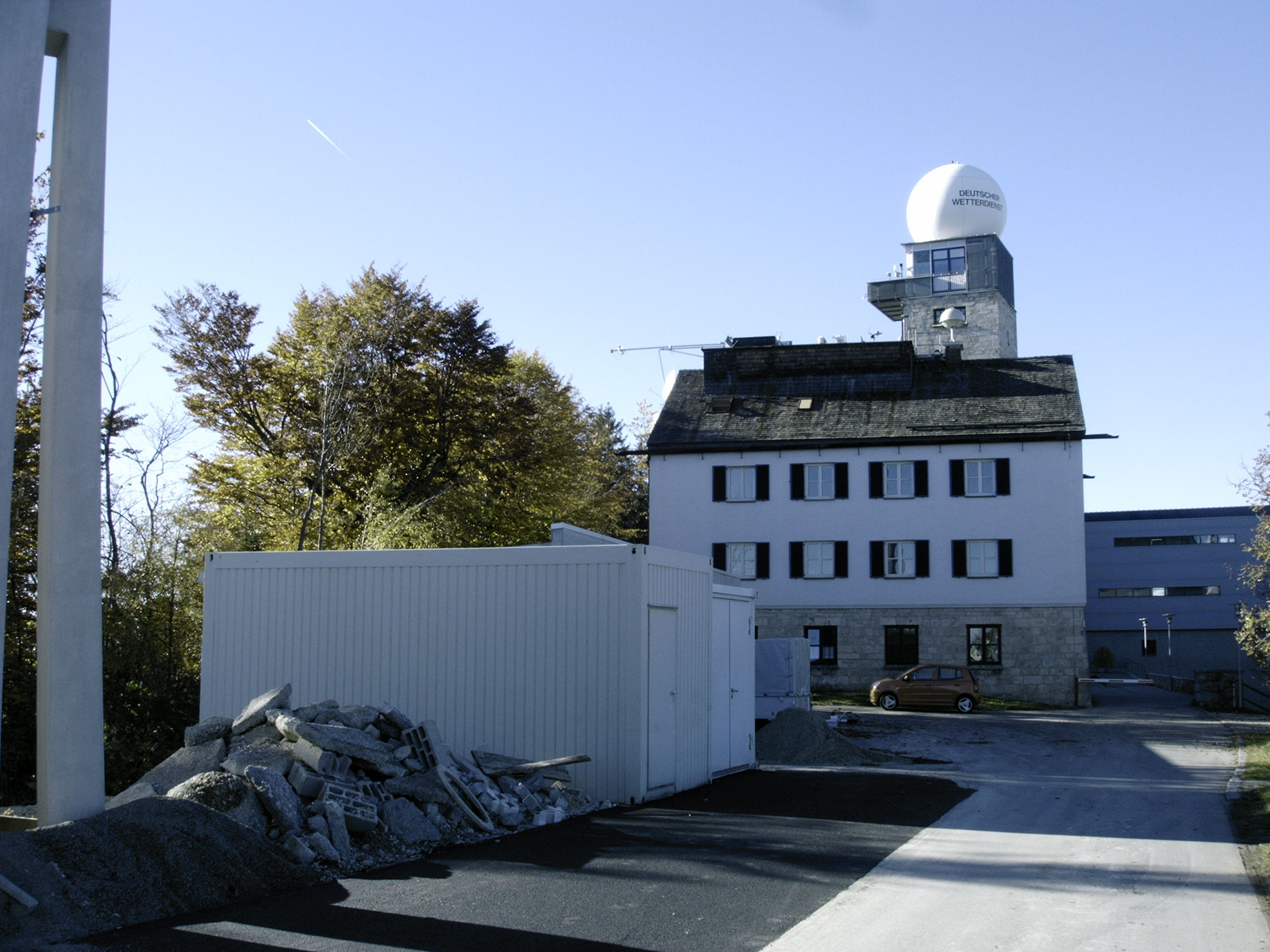
Observatorium

Das meteorologische Observatorium ist aufgrund seiner über 230-jährigen Geschichte sehr bedeutsam für die kontinuierliche Wetter- und Klimaforschung. Aus den Messreihen der Station werden zahllose wichtige Erkenntnisse über die Erdatmosphäre gewonnen. Die gemessenen Werte wurden im Laufe der letzten 200 Jahre verschiedentlich ausgewertet und in Publikationen von Wissenschaftlern aus aller Welt verwendet. Anfang der 1960er-Jahre wurden die Hohenpeißenberger Messreihe von mehreren Wissenschaftlern erneut bearbeitet, als die WMO und die UNESCO für Fragen der Klimaveränderung lange Messreihen benötigten. Die Messreihen Hohenpeißenberg zählen zu den längsten und homogensten Reihen in Europa und sind frei von Wärmeinseleffekten, wo durch Zunahme der Bebauung in der nahen Umgebung eine Erwärmung eintritt, mit denen zum Beispiel andere langen Reihen, wie die von Basel oder Prag, behaftet sind.
Die Wetterstation zählte nach der Schließung der Societas Meteorologica Palatina und der damit verbundenen Auflassung der Bergwetterstation auf dem Gotthardpass für etwa 100 Jahre als einzige Bergwetterstation der Welt. Die meteorologischen Parameter, insbesondere die Temperatur, verlaufen am Standort Hohenpeißenberg parallel zur globalen Entwicklung und zu anderen langen Messreihen in Europa, wie die von Wien und Basel. Die Lage der Station hat sich als besonders vorteilhaft erwiesen, weil die Messergebnisse im Gegensatz zu Stationen in Stadtnähe, nicht durch lokale Veränderung der Bebauung beeinflusst werden. Die Lage der Station ist auch deshalb vorteilhaft, weil der fast 1000 Meter hohe, den Alpen vorgelagerte Inselberg nachts aus der bodennahen Kaltluft herausragt und somit frei von kleinräumigen Effekten ist.
Um die langen Messreihen vom Hohenpeißenberg kontinuierlich weiterzuführen, wurden die Klimabeobachtungen der meteorologischen Geräte weiterhin zu den Mannheimer Stunden, also um 7, 14 und 21 Uhr bis 2022 manuell abgelesen, obwohl seit dem 1. April 2001 im DWD alle Beobachtungen stündlich elektronisch gemessen und durch Computer erfasst werden. Seit 2022 werden die Messwerte fast ausschließlich über automatisierte Geräte ermittelt und weiterhin durch manuelle Beobachtungen und manuelles Ablesen ergänzt. Aus den kontinuierlich ermittelten Messdaten werden wie zuvor aus den zu Mannheimer Stunden ermittelten Werten, auch weiterhin die Mittelwerte gebildet. Die Mannheimer Stunden haben sich zuvor für die Beobachter und die Berechnungen des Tagesmittels bewährt.

## Lage
Der Hohe Peißenberg liegt inmitten der moränenreichen Landschaft des Pfaffenwinkels, zwischen den Gemeinden Weilheim in Oberbayern und Schongau, etwa 60 Kilometer südwestlich von München und etwa 20 Kilometer vom Alpenrand entfernt, im Grenzgebiet zwischen gefalteten und ungefalteten Tertiärschichten des Alpenvorlandes. Er bietet einen allseits freien Sichthorizont mit einem Alpenpanorama in einer Breite von etwa 200 Kilometern von den Berchtesgadener bis zu den Schweizer Alpen. Der Berg gilt als die am weitesten in die Schwäbisch-Bayerische Hochebene vorgeschobene nennenswerte Erhöhung. Der Hohe Peißenberg ist 989 Meter hoch, überragt die umliegende Region um 250 bis 300 Meter und ist an seinem Fuß im Süden, Osten und Norden von der Gemeinde Hohenpeißenberg umgeben.
Die Lage bringt es mit sich, dass es im Winter bei Inversionswetterlage zu Temperaturumkehrungen kommt. Es bilden sich im Tal Kaltluftseen, die erheblich kälter sein können als im Gipfelbereich des Hohen Peißenbergs. Somit ist die mittlere Temperatur auf dem Hohen Peißenberg im Dezember und Januar höher als in niedriger gelegenen Stationen. Im Sommer hingegen ist es auf dem Hohen Peißenberg, der Höhenlage entsprechend, zwei bis drei Grad Celsius kühler als im Flachland. Die Temperaturverhältnisse weisen im Jahresverlauf trotz der relativ geringen Höhe des Berges die Merkmale des Gebirgsklimas auf.

„Dieser hohe, einzelne, und von den Tyrolgebürgen ganz abgesonderte Berg ist im Reiche der
Schöpfung ein Original der seltensten Vorzüge. So wie er von allen Seiten her wegen seiner sanft
erhabenen und romantischen Lage das reitzendste Ansehen darbeut; so eröffnet er auch in einen unermeßlichen Bezirk des Himmels und der Erde die mannigfaltigste, feyerlichste Aussicht, und ist
daher sowohl zur Stern- als Witterungskunde der auserlesenste Ort, den man sich irgend wünschen darf.“

## Geschichte

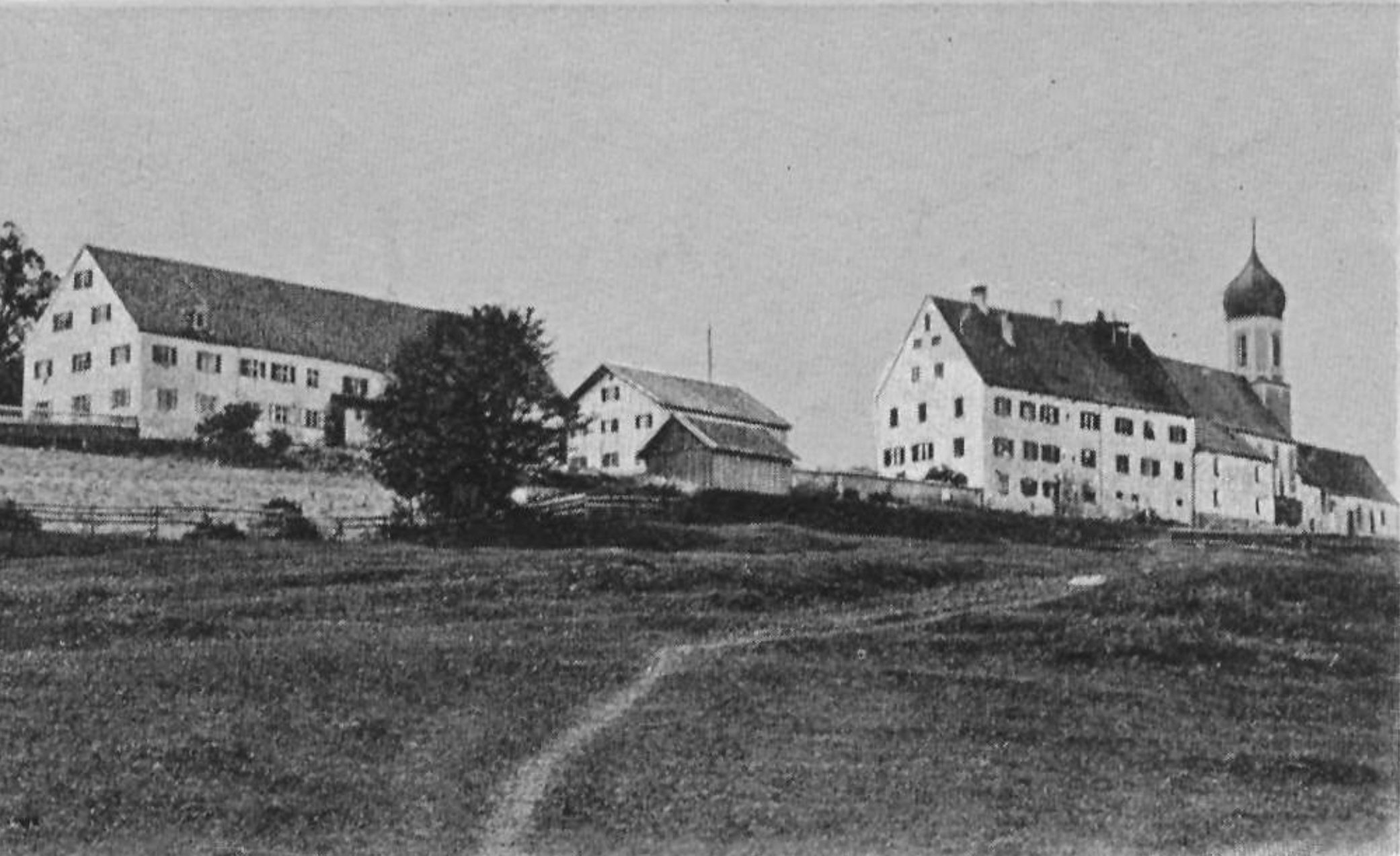
Wetterstation ca. 1900

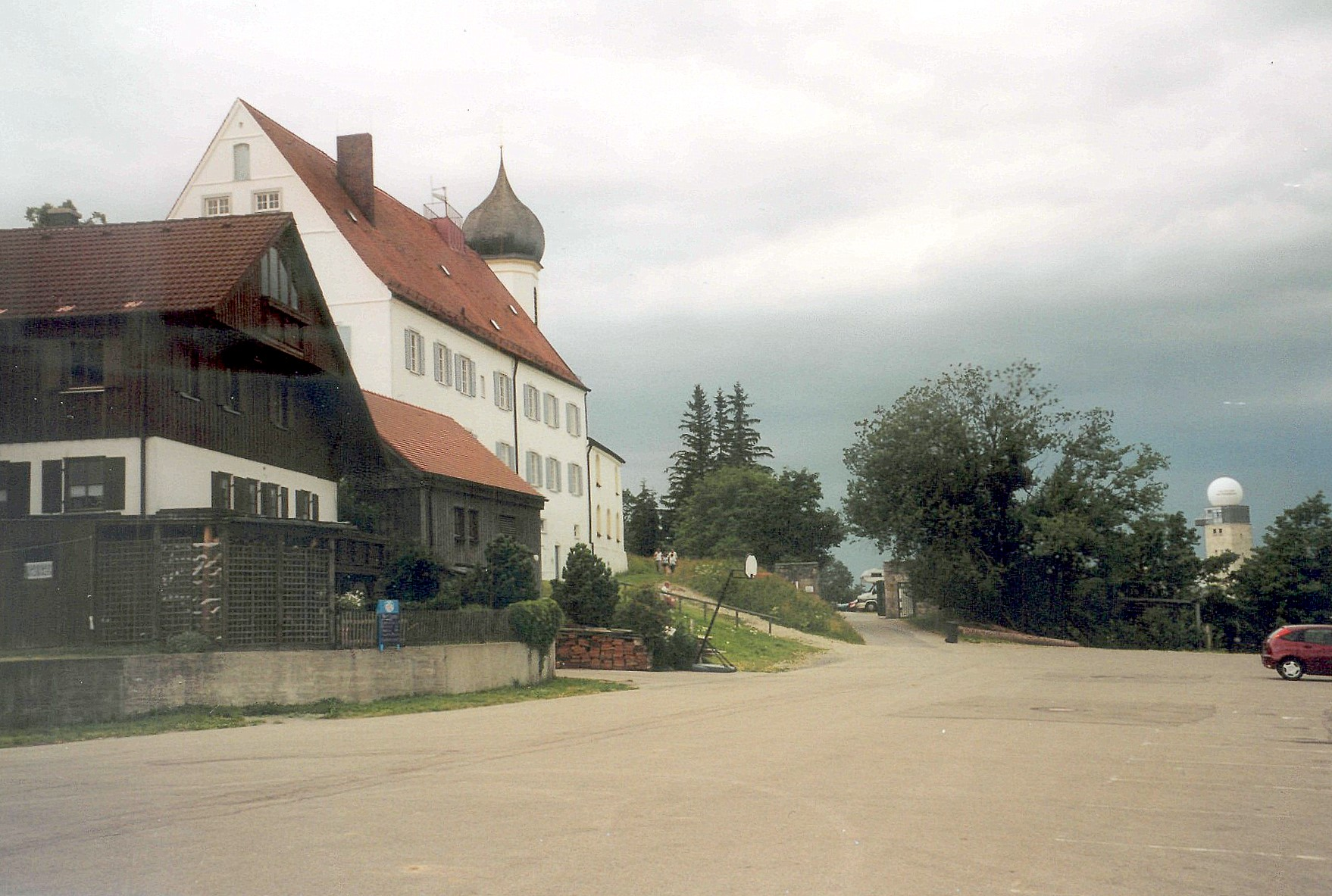
Kloster und Observatorium 2003

Das Observatorium gehörte am Ende des 18. Jahrhunderts, als man mit den Beobachtungen begann, zum Kloster Rottenbuch und wurde von den Augustinerchorherren betrieben. 1803 wurde es nach der Säkularisation des Klosters Rottenbuch von der Bayerischen Akademie der Wissenschaften in München verwaltet, 1838 der Sternwarte Bogenhausen bei München fachlich unterstellt und 1879 als höchstgelegene Station in den neu entstandenen Bayerischen Landeswetterdienst eingegliedert. Im Jahre 1940 wurde sie in das neu errichtete Gebäude des Flugfunkforschungsinstituts an der Westkante des Hohen Peißenbergs verlegt. Am 10. März 1950 wurde die Wetterstation in ein Observatorium umgewandelt und zählte formell als Forschungseinrichtung des Wetterdienstes der Amerikanischen Besatzungszone. Seit 1952 gehört es zum neugegründeten Deutschen Wetterdienst.

### Erste Messungen
Bereits in den Jahren 1758 und 1759 wurden auf dem Hohen Peißenberg die ersten meteorologischen Beobachtungen durch den Rottenbucher Konventualen Wittner durchgeführt, der die Beobachtungsdaten aus dem Zeitraum November 1758 bis Februar 1759 dem ersten Sekretär der kurz zuvor gegründeten Bayerischen Akademie der Wissenschaften, Johann Georg von Lori, übersandte.

### Planung der Sternwarte
Die Planungen für eine akademische Sternwarte für Naturforscher auf dem Hohen Peißenberg, der für die Mutter-Gottes-Wallfahrt sehr bekannt war, reichen bis in das Jahr 1772 zurück. Die Anregung kam vom Geheimen Rat Johann Georg von Lori, dem Vertrauten des Kurfürsten Max III. Joseph von Bayern. Er war für alle Bildungsfragen der Zeit zuständig und Begründer der Bayerischen Akademie der Wissenschaften in München. Lori vertrat die Ansicht, dass der Hohe Peißenberg mit seiner exponierten Lage im Alpenvorland für astronomische Beobachtungen ideal wäre. Der Kurfürst ging auf den Vorschlag Loris ein und ordnete an, auf dem Hohen Peißenberg eine Sternwarte durch das Stift Rottenbuch unter Mithilfe des Stiftes Polling zu errichten.
Auf dem Dach des mit der Wallfahrtskirche verbundenen Priesterwohnhauses wurde eine Plattform als Beobachtungsstandort errichtet. Von dort aus war der ganze Himmelsumkreis einsehbar. Der Initiator der Sternwarte, Georg von Lori, konnte allerdings keine Finanzmittel aus der kurfürstlichen Hofkammer in München freimachen, so dass seine Wunschvorstellungen nicht erfüllt werden konnten, eine akademische Sternwarte auf dem Hohenpeißenberg zu errichten.

### Station der Societas Meteorologica Palatina

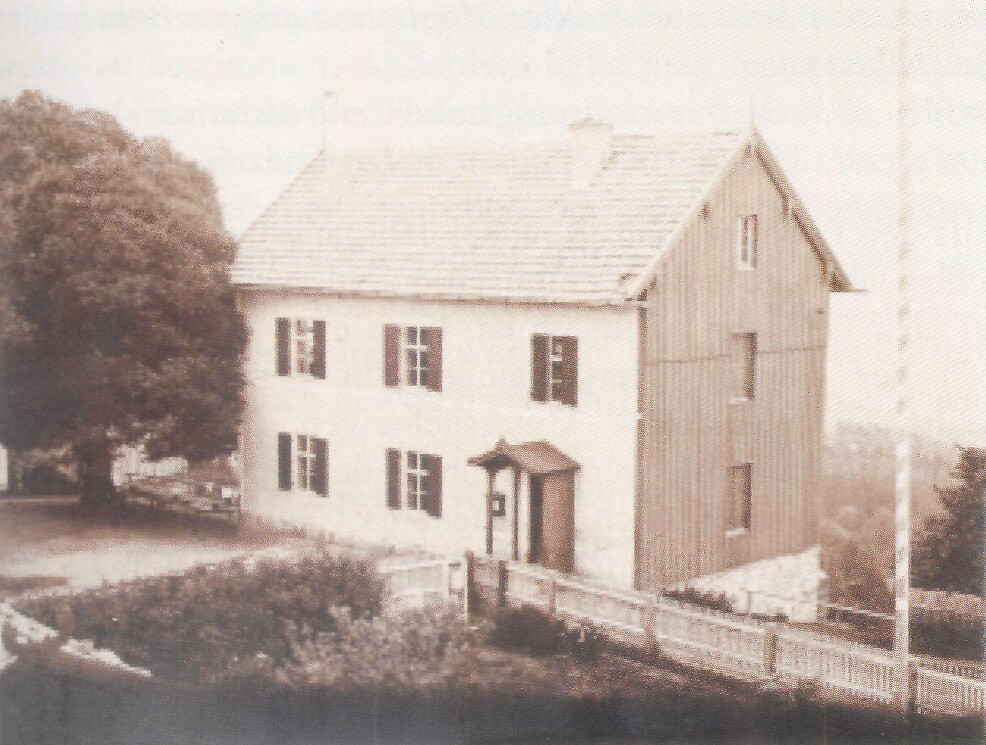
Blick vom Pfarrhaus mit davorliegendem Pfarrgarten, wo sich der Regenmesser befand. Im Hintergrund das Lehrerhaus. – Aufnahme vor 1900

Der gelehrte Hofkaplan von Karl Theodor von der Pfalz, Johann Jakob Hemmer, der ein Fachmann auf dem Gebiet der Elektrizität und Meteorologie war, gliederte in den Jahren 1779 und 1780 der Mannheimer Akademie als dritte Klasse eine eigene Societas Meteorologica Palatina an. Diese sollte mit Hilfe eines weitverzweigten Stationsnetzes Beobachtungen aus verschiedenen Ländern bearbeiten.
Das Mannheimer Beobachtungsnetz umfasste 39 Stationen, die in Europa, Grönland und Nordamerika lagen. 14 davon befanden sich in Deutschland, zwei waren Bergstationen, nämlich auf dem Gotthardpass und dem Hohen Peißenberg. Diese Stationen waren alle mit den gleichen Geräten ausgerüstet und führten ein einheitliches Beobachtungsprogramm durch. Es wurden hierbei die als Mannheimer Stunden bekannt gewordenen Messzeiten gewählt, wobei Messungen um 7, 14 und 21 Uhr Ortszeit durchgeführt wurden.
Kurfürst Karl Theodor wünschte auf Anregung seines Kabinettssekretärs Stephan von Stengel, dass bei der Akademie der Wissenschaften in München auch eine Abteilung für Meteorologie geschaffen werde. Diese Abteilung sollte zusammen mit eigenen Beobachtungsstationen innerhalb Bayerns der Mannheimer Gesellschaft unterstellt werden, damit die Ergebnisse koordiniert und publiziert werden konnten. Hierbei sollte die astronomische Beobachtungsstätte auf dem Hohen Peißenberg direkt in das Mannheimer Beobachtungsnetz eingegliedert werden. Das bayerische Messnetz umfasste 21 Stationen und befand sich ausschließlich im Bereich bayerischer Klöster.
Das Messprogramm der Station Hohenpeißenberg umfasste Lufttemperatur, Luftdruck, Luftfeuchte, Niederschlag, Verdunstung, Windstärke und -richtung, Himmelszustand, Wettererscheinungen wie zum Beispiel Nebel oder Gewitter, magnetische Deklination und Inklination, atmosphärische Elektrizität und phänologische Entwicklung. Hinzu kamen noch die Beobachtung des Erdmagnetismus und der Luftelektrizität. Die dafür notwendigen Geräte, die nicht zur Grundausstattung der Societas Palatina gehörten, kaufte das Kloster Rottenbuch als Betreiber des meteorologischen Observatoriums. Damit war dieses Observatorium besonders gut ausgestattet. Dazu kamen noch astronomische Beobachtungen, worüber allerdings nichts Näheres bekannt ist. Die gemessenen Daten wurden in den Epheremerides Societatis Meteorologicae Palatinae (Mannheimer Ephemeriden) publiziert, von denen für die Jahre 1781 bis 1792 zwölf Bände vorliegen.
Im Herbst 1780 kam der Geistliche Rat Hemmer persönlich nach Rottenbuch, um im Auftrag des Kurfürsten Karl Theodor die Messstation auf dem Hohenpeißenberg einzurichten. Er gab auch Cejatan Fischer die für den Betrieb der Station notwendige Unterweisung. Hierbei wurden einheitliche Instrumente, die zuvor in Mannheim geeicht worden waren, aufgestellt. Hemmer brachte auf Anweisung von Propst Ambrosius Mösner auf dem Klostergebäude in Rottenbuch und auf dem Hohen Peißenberg die ersten Blitzableiter an, die sich in der Folgezeit vollauf bewährten, wie aus einem Manuskript des Chorherrn Primus Koch aus den Jahren 1781 und 1782 ersichtlich ist:

„Erst kürzlich zog sich ein schwere Donnerwolke über unser Kloster her, häufig sahen die Handwerksleit und Klosterdiener die elektrische Materie auf den Dächern herumfahren, auf dem Hohenpeißenberg hatte innerhalb der letzten 12 Jahre (vor 1781) siebenmal der Blitz in die Kirche oder das Hospisziumsgebäude eingeschlagen.“

Cejatan Fischer siedelte am 24. November 1780 auf den Hohen Peißenberg über und begann am 1. Januar 1781 mit den täglichen Beobachtungen, die sich nach dem Arbeitsprogramm der Mannheimer Meteorologischen Gesellschaft richteten. Die Beobachtungs- und Messergebnisse wurden sorgfältig registriert und an die Societas Palatina nach Mannheim weitergeleitet. Fischer wurde 1781 nach München berufen. Als seinen Nachfolger schlug er seinen begabtesten Schüler, Guarinus Schlögl vor, der schon im Noviziat seine hervorragende Begabung gezeigt hatte. Unmittelbar nach dem Weggang Fischers wurde er selbständiger Observator und führte die täglichen Beobachtungen und Messungen durch. Schlögl wurde jedoch schon im Oktober 1782 ins Stift Rottenbuch zurückberufen. Nachfolger Schlögls wurde ein anderer Mitbruder, Herkulan Schwaiger, der sich schon im Mai 1782 auf dem Hohen Peißenberg neben der Wallfahrtsseelsorge in die meteorologischen Aufgaben einarbeiten konnte. Schwaiger galt als erster ordentlicher Observator der Mannheimer Meteorologischen Gesellschaft und übte diese Tätigkeit vom Oktober 1782 bis Oktober 1785 aus.
Propst Ambrosius Mösner schickte im Herbst 1784 Guarinus Schlögl abermals auf den Hohenpeißenberg, wo er sich eine Wohnung nahm. Bis 1787 konnte er trotz seines fortschreitenden Lungenleidens als Observator auf dem Hohenpeißenberg wirken. In diesem Zeitraum lieferte er neben den laufenden meteorologischen Beobachtungen auch eine genaue Beschreibung der Station auf dem Hohenpeißenberg, die er für die in Mannheim erscheinenden Ephemeriden der Societas Palatina angefertigt hatte. Für die anstrengenden Beobachtungsarbeiten hatte ihm Propst Mösner bereits 1786 und 1787 Albinius Schwaiger, einen nahen Verwandten von Herkulan Schwaiger, zur Unterstützung beigegeben. Nach Schlögls Tod im Jahre 1788 übernahm er den Observatoriumsdienst. 1792 konnte er aufgrund der seit 1781 sorgfältig registrierten Forschungsergebnisse und seiner eigenen Studien den Versuch einer meteorologischen Beschreibung des hohen Peißenbergs veröffentlichen.

„Dieser einzelne, und von den Tyrolgebürgen ganz abgesonderte Berg ist im Reiche der Schöpfung ein Original seltener Vorzüge. So wie von allen Seiten her wegen seiner sanft erhabnen und romantischen Lage das reizendste Ansehen darbeut; so eröffnet er auch in einem unermeßlichen Bezirk des Himmels und der Erde die manigfaltigste, feyerlichste Aussicht, und ist daher sowohl zur Stern- als Witterungskunde der auserlesenste Ort, den man sich irgend wünschen darf […]“

1790 verstarb mit Jakob Hemmer der Sekretär der Meteorologischen Gesellschaft Mannheim. Hemmer war die Seele der Societas Palatina und sein Ausscheiden stürzte die Unternehmung in eine große Krise. Die politischen Wirren der Französischen Revolution griffen zudem immer weiter um sich, so dass das ganze System immer mehr zerbröckelte. Die Mannheimer Meteorologische Gesellschaft löste sich schließlich 1793 ganz auf. Die Verhältnisse waren aber auch in Bayern nicht günstiger. Das Stationsnetz, das die Akademie der Wissenschaften in München organisierte, funktionierte ohnehin nie so gut wie das von Mannheim. Die Schuldenlast der Staatskasse wuchs zunehmend und innere Spannungen unter den Mitgliedern der Akademie der Wissenschaften lockerten die Verbindung zu den außerhalb gelegenen Stationen.

### Station unter Leitung der Chorherrn

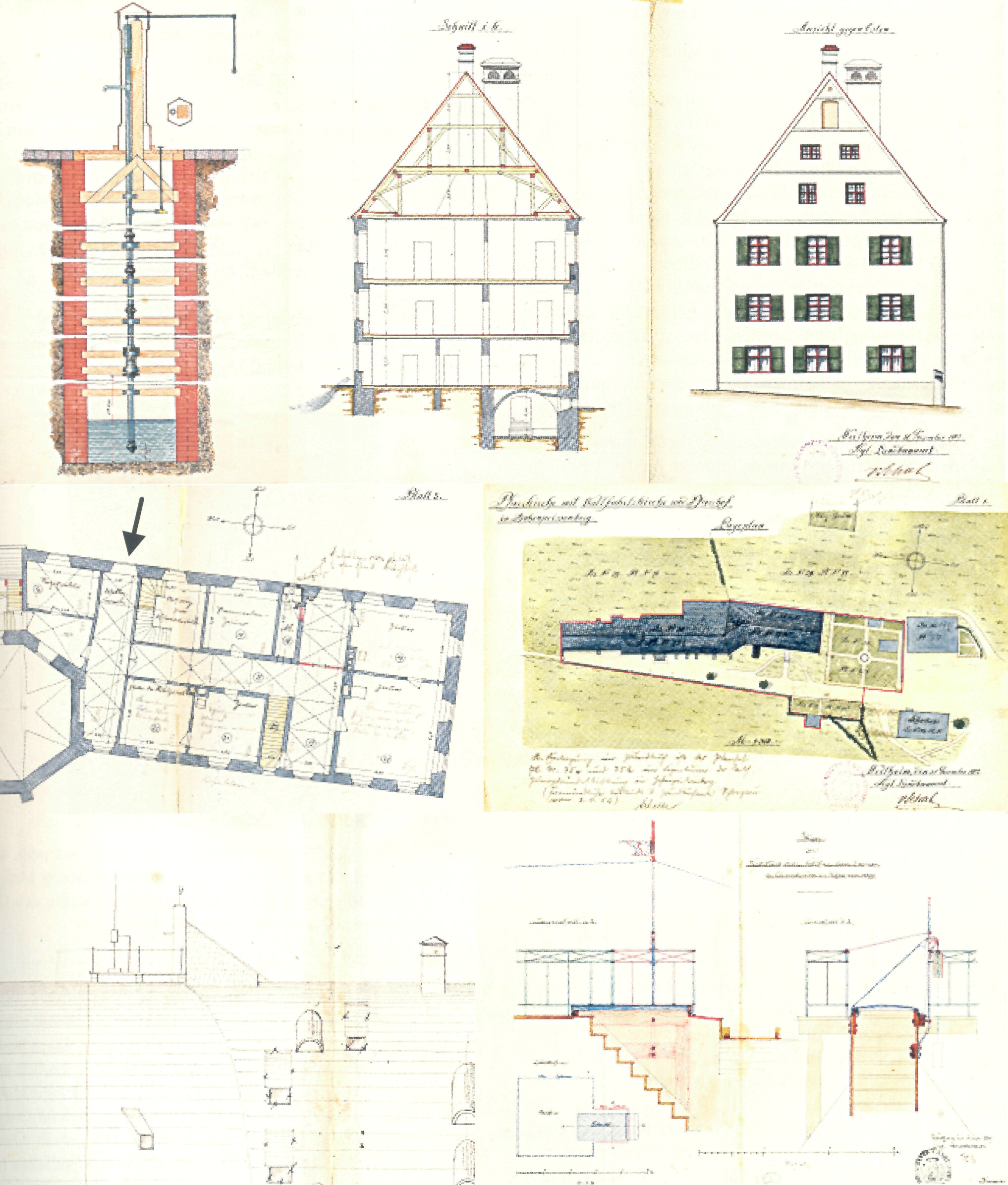
Zeichnungen und Pläne um 1902

Die Rottenbucher Chorherrn mussten sich nach der Auflösung der Mannheimer Gesellschaft entscheiden, entweder alleine weiterzumachen oder die Station aufzugeben. An Zusammenarbeit zu Forschungszwecken mit den internationalen Beobachtungsstationen, wie sie von der Mannheimer Gesellschaft praktiziert worden war, war nicht mehr zu denken. Propst Mösner und Albin Schwaiger trafen schließlich die Entscheidung, die meteorologischen Beobachtungen, Messungen und Aufzeichnungen auf dem Hohen Peißenberg in eigener Verantwortung fortzusetzen, obwohl abzusehen war, dass in absehbarer Zeit die Zusammenarbeit mit den zentralen Stationen ins Stocken geraten würde.
Albin Schwaiger wurde als Pfarrvikar nach Oberammergau berufen und musste seine Arbeit als Observator auf dem Hohenpeißenberg am 22. Juli 1796 aufgeben. Chorherr Gelasius Karner, der schon 1794 zum Hohen Peißenberg geschickt worden war, um sich als Hausverwalter in die meteorologischen Arbeiten einzuarbeiten, übernahm 1796 die Nachfolge. Er führte als Observator die meteorologischen Beobachtungsreihen mit größter Gewissenhaftigkeit durch und fertigte jährlich versandbereit Berichte und Witterungskalender an. Die Münchner Akademie forderte diese allerdings zu Lebzeiten von Karner nicht an. Die Säkularisation im Jahr 1803 bedeutete das Aus für das Stift Rottenbuch. Am 24. März 1803 wurde es mit dem Wallfahrtsort Hohenpeißenberg und dem kompletten Observatorium enteignet. Die vier Chorherren, die zu dieser Zeit auf dem Hohen Peißenberg wohnten, wurden heimatlos.
Die Chorherren Karner und Koch fassten den Entschluss, ohne Abstimmung mit dem Propst die meteorologischen Beobachtungen in Eigenregie weiterzuführen, obwohl keine klösterlichen Mittel mehr zur Verfügung standen und sie die notwendigen Materialien selbst finanzieren mussten. Koch wurde erster Pfarrer auf dem Hohen Peißenberg und Karner führte wie bisher die Beobachtungen durch. Karners angeschlagene Gesundheit veranlasste ihn allerdings im Jahre 1804, nach Oberammergau umzuziehen. Daraufhin übernahm Primus Koch, der auch an der von ihm 1802 gegründeten Volksschule unterrichtete, zusätzlich den Beobachtungsdienst. Dies geschah ohne jegliche Vergütung. Die in mühevoller 20-jähriger Arbeit gewonnenen Erkenntnisse sollten nicht in Vergessenheit geraten.

### Beobachtungen durch Pfarrer und Lehrer

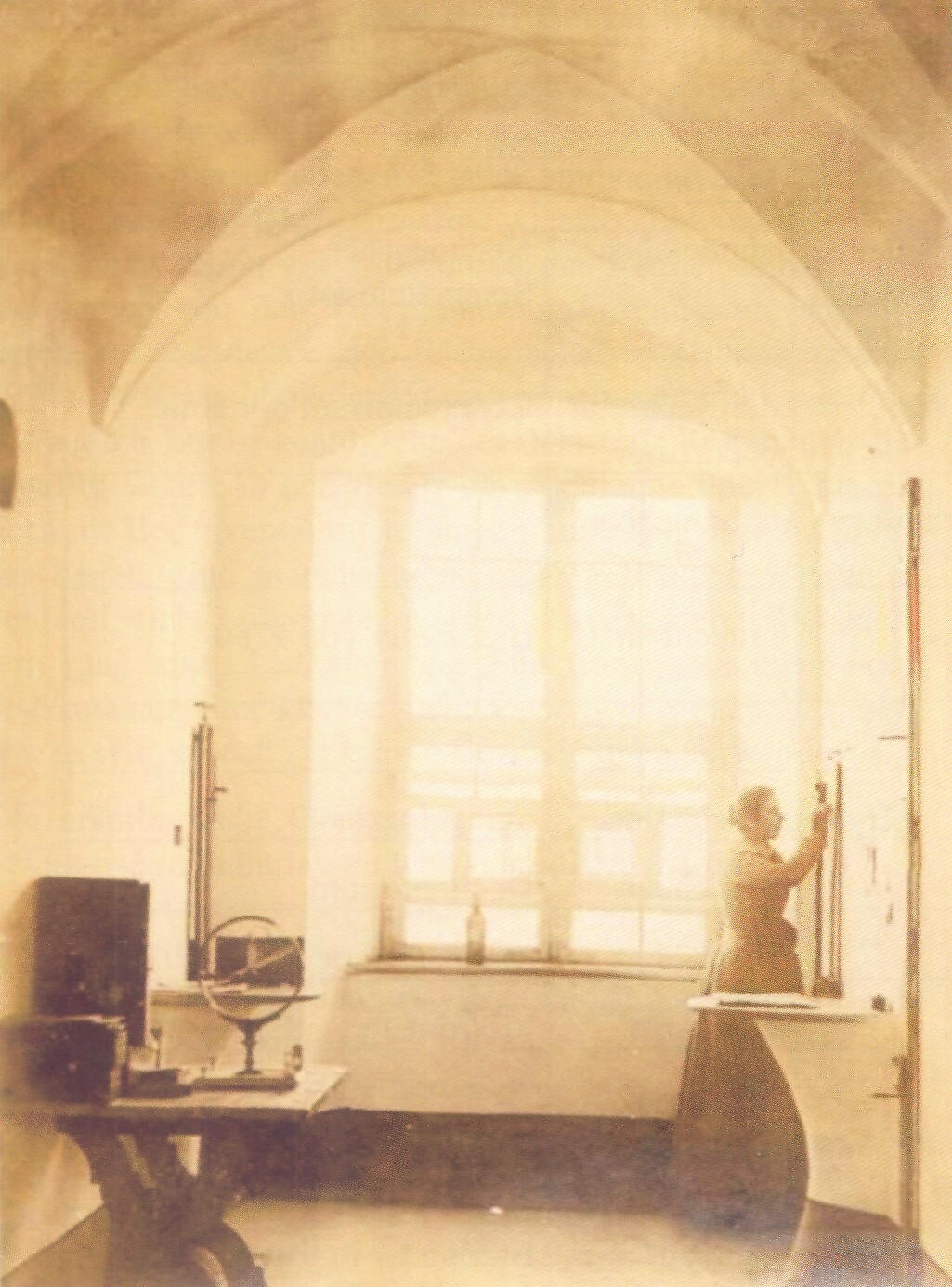
Beobachtungsraum um 1897

Koch konnte auf Dauer nicht alleine und ohne Rückhalt durch staatliche Stellen den Observatoriumsdienst termingerecht und finanziell bewältigen. Er bemühte sich 1806 um die Übernahme des Observatoriums in die Bayerische Akademie der Wissenschaften, übersandte eine Reinschrift von zwölf Jahrgängen der meteorologischen Beobachtungen und schlug als Gehilfen für den Stationsdienst seinen jüngeren Bruder Franz Michael Koch vor. Nachdem von der Akademie der Wissenschaften keine weiteren Anweisungen gekommen waren, stellte Koch zu seiner Unterstützung den 39-jährigen Johann Georg Schmautz, einen in der Pfarrgemeinde Hohenpeißenberg allgemeinen geachteten Mann als provisorischen Schulgehilfen und Mesner ein. Die Regierung erkannte ihn auf Kochs Vorschlag aufgrund der in München abgelegten Prüfung als Lehrer an. Durch seine unermüdliche Energie und seinen Hang zur Naturwissenschaft hatte es Primus Koch als letzter der Rottenbucher Observatoren erreicht, dass die Hohenpeißenberger Station mit der Hilfe der Münchener Akademie der Wissenschaften erhalten blieb. Wegen seiner Verpflichtungen als Pfarrer und seiner fortschreitenden Krankheit konnte er allerdings seine wissenschaftlichen Pläne nicht mehr verwirklichen. Er blieb allerdings dem Dienst bis zu seinem Tod am 20. März 1812 treu.
Nach dem Tod von Koch war die Pfarrei Hohenpeißenberg über ein Jahr unbesetzt und konnte nur durch Vikare versorgt werden. Die Regierung erwog allerdings, neben dem Pfarrseelsorger auch einen eigenen hauptamtlichen Observator für den Hohenpeißenberg einzustellen, wie aus einem Schreiben vom 15. März 1813 hervorgeht. Vorgesehen als Observator war ein Geistlicher, da es nach der Säkularisation eine große Zahl von wissenschaftlich gebildeten Ordensleuten gab, die für eine solche Stellung geeignet waren. Der Priester Gilbert Niedermayr wurde beauftragt, bis zur Ernennung eines Observators einstweilen die meteorologischen Beobachtungen nach den Anweisungen der Akademie der Wissenschaften fortzusetzen. Die Stelle eines hauptamtlichen Observators wurde allerdings, wohl aus Sparsamkeitsgründen, nie besetzt, sondern blieb in Personalunion mit der des Pfarrers.
Nachfolger von Niedermayr wurde am 3. August 1817 Josef Maria Wagner. Am 16. September 1817 wurde ihm zugleich die Pfarrei Hohenpeißenberg durch allerhöchstes Reskript verliehen. Von da an verrichteten die Pfarrer von Hohenpeißenberg mit Hilfe des Volksschullehrers den Observatoriumsdienst. Dem Beobachter von Hohenpeißenberg wurde am 21. März 1827 zugleich mit den Observatoren von München, Augsburg und Regensburg amtlicher Charakter als meteorologischem Beobachter der Akademie zuerkannt. Dies war der Versuch einer Wiedererrichtung eines meteorologischen Stationsnetzes durch die Bayerische Akademie der Wissenschaften, der aber wegen der zu knappen Finanzmittel keinen Erfolg hatte. Zumindest war aber die Finanzierung der vier Wetterstationen, darunter auch Hohenpeißenberg, dauerhaft gesichert.
Dem Hohenpeißenberger Observatorium wurde das Instrumentarium aus der Rottenbucher Periode überlassen, die Geräte waren jedoch reparaturbedürftig und zum Teil für die praktische Verwendung unbrauchbar. Professor Siber aus München versuchte den Abdruck der Daten der meteorologischen Messstationen in den Bayerischen Annalen zu erreichen. Wie er den Pfarrern auf dem Hohenpeißenberg in einem Schreiben mitteilte, hatte er dabei allerdings keinen Erfolg. Dennoch ist dokumentiert, dass später im lokalen Wochenblatt des Königlichen Bayerischen Landgerichts Schongau die Daten von Hohenpeißenberg regelmäßig veröffentlicht wurden.
1837 wurde die Verwaltung der Attribute der Akademie der Wissenschaften neu organisiert, wobei die politische Neugliederung Bayerns und die Errichtung des Bezirks Oberbayern die Auslöser waren. Im Zuge dieser Neugliederung wurde die Station Hohenpeißenberg 1838 der Sternwarte Bogenhausen in München unterstellt. Dies war insbesondere das Verdienst von Johann von Lamont, der von 1835 bis 1879 Leiter der Sternwarte war. Dort wurden seit 1825 wieder meteorologische Messungen durchgeführt. Lamont zeigte ein lebhaftes Interesse an den Arbeiten auf dem Hohen Peißenberg, steuerte die dortigen Arbeiten und bearbeitete die Beobachtungsergebnisse.
1878 wurde im Königreich Bayern mit der neu gegründeten Meteorologischen Zentralstation in München ein staatliches Beobachtungsnetz eingerichtet, das die meteorologische Station auf dem Hohen Peißenberg übernahm. Im Juli 1878 wurde die Landeswetterwarte eingerichtet und im Oktober wurden die neuen Beobachtungsinstrumente installiert. Im Dezember 1878 wurden Meldebögen eingeführt, so dass zum Jahresbeginn 1879 bereits Erfahrungen zum Betrieb und zum Datenfluss vorlagen.
Ab 1827 führten über 100 Jahre lang Pfarrer die meteorologischen Beobachtungen auf dem Hohen Peißenberg durch, womit sich die damals getroffene Regelung bewährt hatte. Pfarrer Josef Kleidorfer war von 1932 bis 1936 der letzte beobachtende Pfarrer auf dem Hohenpeißenberg.

### Eigenständiges meteorologische Observatorium

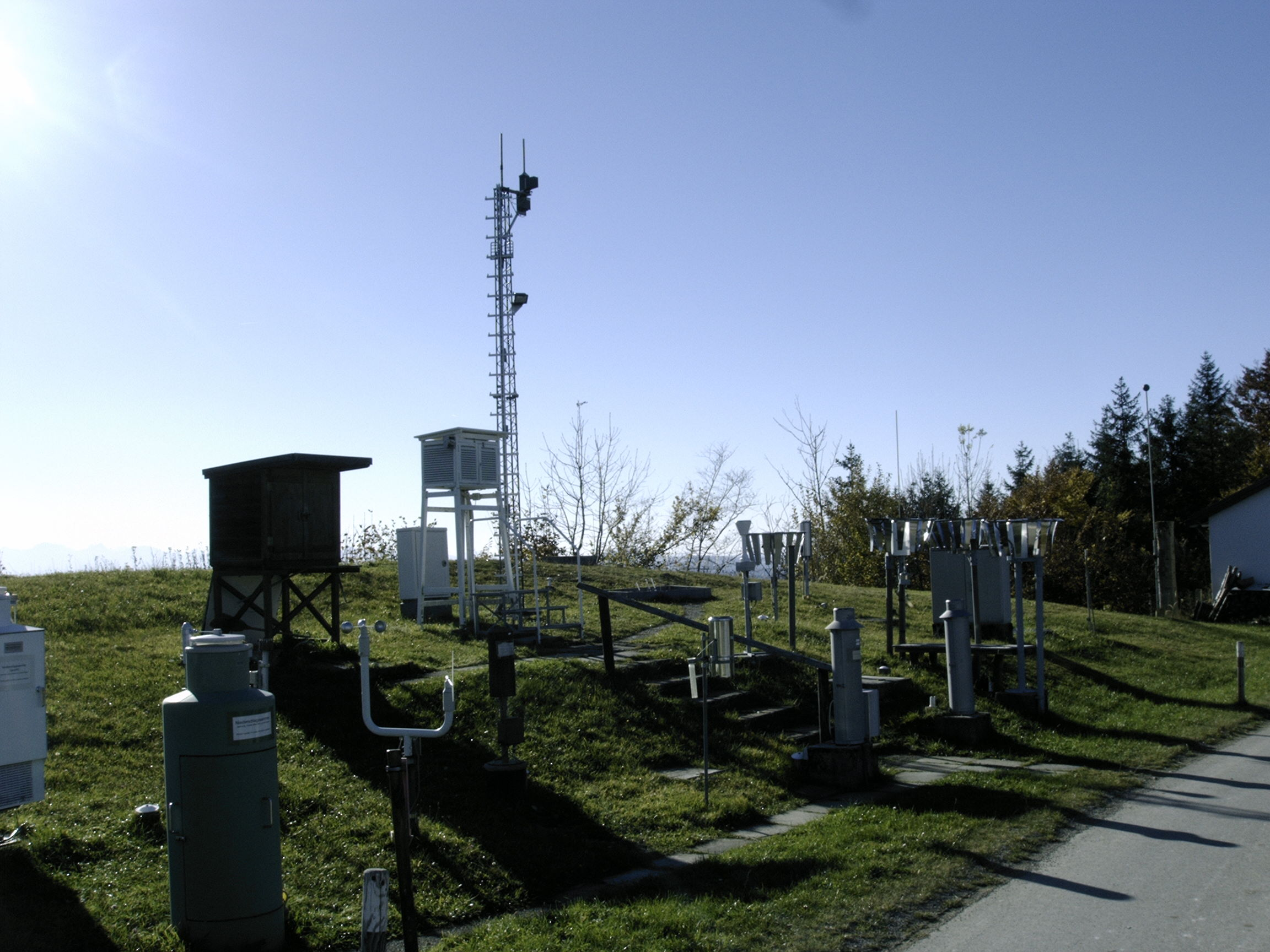
Messfeld

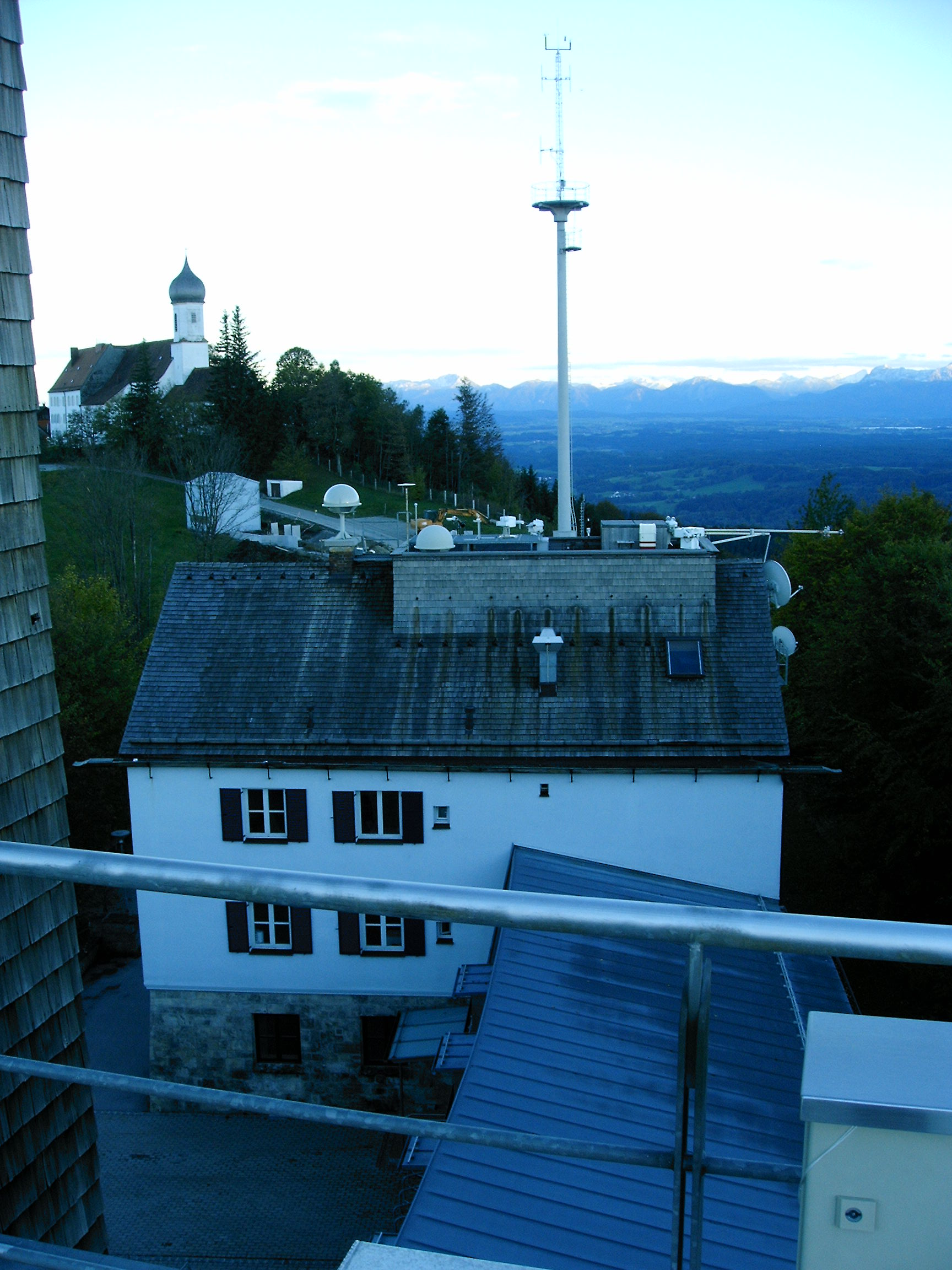
Observatorium

Die Landeswetterwarte wurde 1934 in den neu gegründeten Reichswetterdienst eingegliedert. In der Station Hohenpeißenberg brachte dies zunächst keine Veränderungen. Die Aufgaben wurden dann im Dezember 1936 wesentlich erweitert und hauptamtliche Wetterbeobachter in der Wetterstation eingesetzt. Die Station selber wurde aus dem Pfarrhof ausgelagert, wo sie sich seit 1781 befunden hatte, und in zwei angemietete Räume der Gastwirtschaft Greitner eingegliedert. Die Station erhielt neue Registriergeräte und eine Wetterhütte, die im Garten der Gastwirtschaft aufgestellt wurde. Parallel dazu fanden Planungen zum Neubau einer Außenstelle der Flugfunkforschung Gräfelfing auf dem Hohen Peißenberg statt. Der Neubau am westlichen Ende des Berggipfels stand unter der Leitung des Architekten Moßner. 1937 wurde das Gebäude bezogen. Der Wetterdienst bezog im März 1940 die zweite Etage, die Geräte wurden auf das 200 Meter westlich des Gebäudes gelegene Hauptmessfeld umgesetzt.
Im Zweiten Weltkrieg wurden die Beobachtungen fortlaufend durchgeführt. Zum Kriegsende kam es aufgrund eines Luftangriffes zu kurzfristigen Unterbrechungen der Beobachtungstätigkeit. Die meteorologischen Aufzeichnungen waren nach dem 28. April 1945 lückenhaft und setzten ab 2. Mai 1945 ganz aus. Am 14. Mai 1945 konnten bereits wieder Messungen durchgeführt werden, da die Besatzungsmacht aus Gründen der Flugsicherung sehr an den meteorologischen Beobachtungen interessiert war. Mit den Beobachtungen wurde Frau Leiderer, die bereits seit 1943 auf der Bergstation eingesetzt war, beauftragt. Sie war bis zur Übernahme der Station durch den Wetterdienst in der US-Zone am 1. April 1946 alleine tätig.

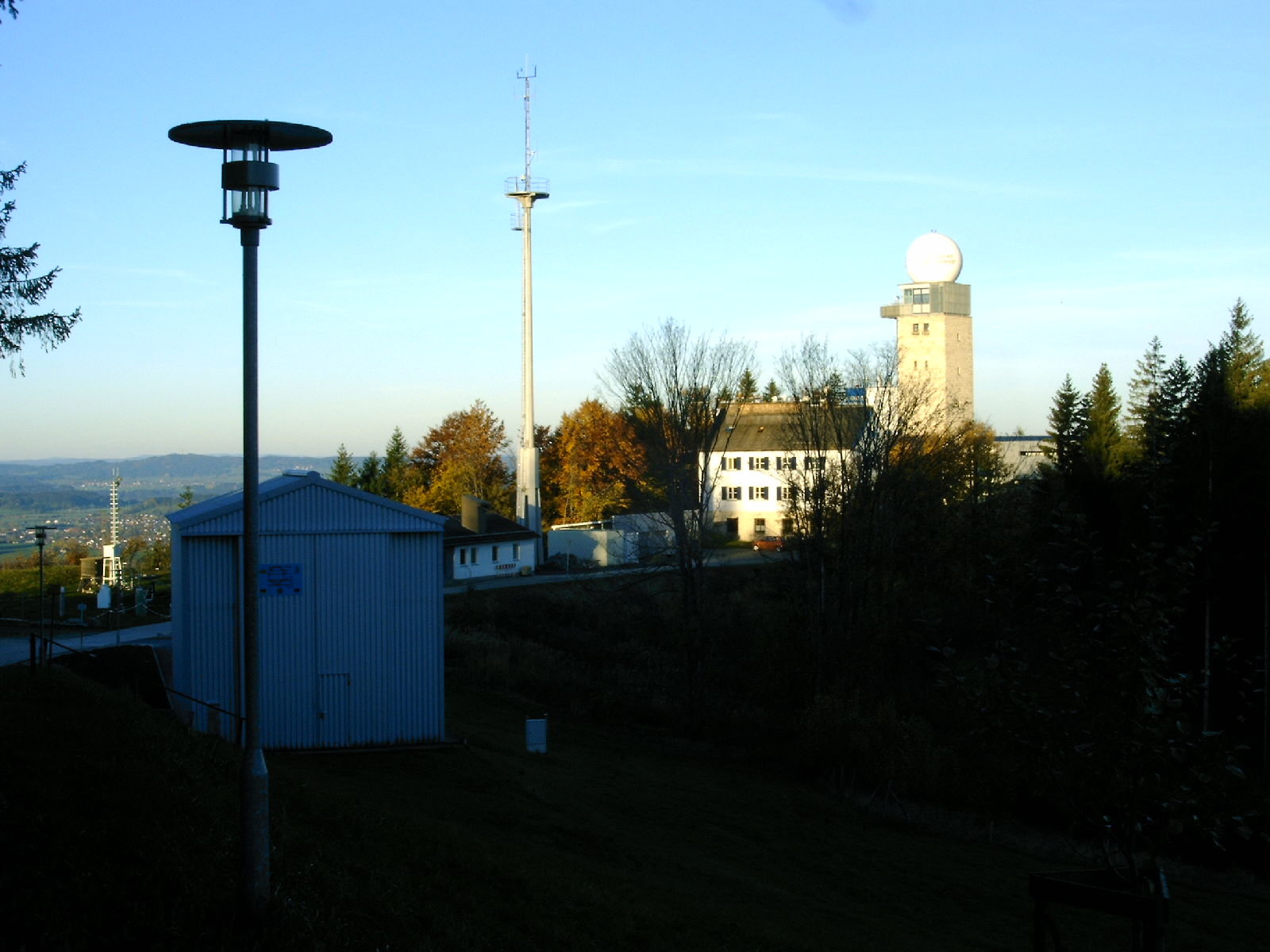
Observatorium

Helmut Weickmann, der Leiter des Wetterdienstes der US-Zone, wurde 1947 Stationsleiter auf dem Hohen Peißenberg. In seine Zeit fiel der Baubeginn des heutigen Observatoriums, den er mit vorbereitet hatte. Weickmann ging Ende Juni 1949 in die USA, vorerst für ein halbes Jahr, dann für immer. Nachdem die juristischen Besitzverhältnisse geklärt waren, konnte auf Anregung des damaligen Präsidenten des Deutschen Wetterdienstes in der US-Zone, Professor Ludwig Weickmann, des Vaters von Helmut Weickmann, im März 1950 mit dem Aufbau des heutigen Meteorologischen Observatoriums begonnen werden. Dabei wurde die Bergstation am 10. März 1950 zu einem meteorologischen Observatorium aufgewertet, dessen Leitung Johannes Grunow übernahm. Der Mitarbeiterstab umfasste einen Meteorologen und fünf Techniker. Sie führten synchrone Vergleichsmessungen der Temperaturwerte in der alten Fensterhütte am Klosterbau und in der neuen Klimahütte auf dem Messfeld durch. Dabei sollte die Sicherung der Kontinuität der Temperaturdaten erzielt werden. Außerdem wurden Untersuchungen über die Auswirkung des Hangeinflusses auf die Punktniederschlagsmessung durchgeführt.
Am 11. November 1952 wurde der Deutsche Wetterdienst (DWD) durch die Zusammenführung der Wetterdienste der verschiedenen westalliierten Besatzungszonen gegründet. Im DWD nahm Hohenpeißenberg als Station der II. Ordnung die höchste Stufe ein. Am Vormittag des 8. Mai 1956 fand eine kleine Feier zum 175-jährigen Bestehen der Station Hohenpeißenberg statt.
Als Beitrag des Deutschen Wetterdienstes zum Internationalen Jahr der Ruhigen Sonne sollten auf dem Hohenpeißenberg im Rahmen der Messungen hochreichende Ballonsondierungen, Sondierungen des vertikalen Profils des Spurengases Ozon in der freien Atmosphäre und Vorbereitungen für Forschungen auf dem Gebiet der Radarflächenniederschlagsmessungen in Angriff genommen werden. Diplommeteorologe Walter Attmannspacher, der im August 1967 als Nachfolger von Grunow auch die Leitung des Observatoriums übernahm, wurde damit im Herbst 1964 beauftragt. Auf dem Hohenpeißenberg wurde am 6. Januar 1965 die erste Ballonsonde mit Hilfe moderner elektronischer Hilfsmittel gestartet. In den darauffolgenden zwei Jahren war es durch finanzielle Unterstützung durch die Deutsche Forschungsgemeinschaft möglich, Radarflächenniederschlagsmessungen technisch vorzubereiten.
Zunächst konnten an jedem Mittwoch, trotz zeitweiliger finanzieller, personeller und technischer Schwierigkeiten, Ozonsondierungen durchgeführt werden. Ab 1977 war es mit Unterstützung des Bundesministers für Wissenschaft und Forschung möglich, drei Ballonaufstiege pro Woche zu starten. 1968 war zu den Ballonsondierung des Ozongehalts der freien Atmosphäre Messungen der Ozon-Schichtdicke (Gesamt- oder Totalozon) mit Hilfe eines Dobson Spektrophotometers und ab 1970 die Dauerregistrierung des Ozons in Bodennähe hinzugekommen. 1970 und 1978 konnten neben zahlreichen anderen Arbeiten auf dem Gebiet der Ozonforschung in Zusammenarbeit mit der Weltorganisation für Meteorologie und der Internationalen Ozonkommission der Internationalen Union für Geophysik und Geodäsie am Observatorium Ozonsondenvergleiche durchgeführt und Aussagen über die Messgüte dieser Sensoren getroffen werden. Ende 1978 fand zusätzlich ein internationaler Vergleich von Messgeräten zur kontinuierlichen Erfassung des bodennahen Ozons statt. 1983 begannen die Gesamtozon-Messungen mit dem Brewer-Spektrometer. 1999 bekam die Ozongruppe die Funktion eines WMO Regional Dobson Calibration Centers für Europa (RDCC-E) zugewiesen und führt seitdem regelmäßige alljährlich sogenannte Dobson-Vergleiche für den europäischen Teil des Globalen Gesamtozon-Messnetzes durch. Darüber hinaus wurden Vergleiche in Spanien, der Schweiz und der Tschechischen Republik durchgeführt. Im Rahmen des sogenannten Capacity-Buildíngs wird der Südafrikanische Wetterdienst SAWS beim Aufbau des dortigen RDCC für Afrika unterstützt (Teilnahme an zwei Kampagnen in Ägypten 2004 beziehungsweise Südafrika 2010). Kooperationspartner bei diesen Aktivitäten ist das Solar and Ozone Observatory im tschechischen Hradec Králové.
1982 konnte die Wetterstation des Observatoriums durch die Fortschritte in der Radar- und der Rechnertechnik mit aktuellen Radarbildern versorgt werden. Damit können Gewitter bereits vor dem Auftreten bei den oberbayerischen Seen erkannt und der Unwetterwarndienst in München und andere Wetterstationen durch frühzeitige Hinweise unterstützt werden. Ab 1981 wurden auf dem Hohenpeißenberg Blitzzähler installiert, da aus den Radardaten Blitzaktivität und somit wirkliche Gewitter nicht erkennbar sind. Ab 1985 wurde das Blitzortungssystem Thundar erprobt; dessen Daten wurden später in die Radarbilddarstellung integriert.
Anlässlich der 200-Jahr-Feier 1981 der Wetterstation Hohenpeißenberg wurden in einem Sonderband die meteorologischen Datenreihen herausgegeben. Die Geschichte des Observatoriums wurde aufgearbeitet und die Ergebnisse der neueren Forschungseinrichtung präsentiert. Die Feier fand am 8. Mai 1981 mit etwa 370 Teilnehmern, darunter auch der damalige Generalsekretär der WMO, Wiin-Nielsen, in einem internationalen Rahmen im restaurierten Bibliothekssaal des Klosters Polling statt. Am 9. Mai gab es einen Tag der offenen Tür, an dem 1200 Besucher das Observatorium besichtigten.

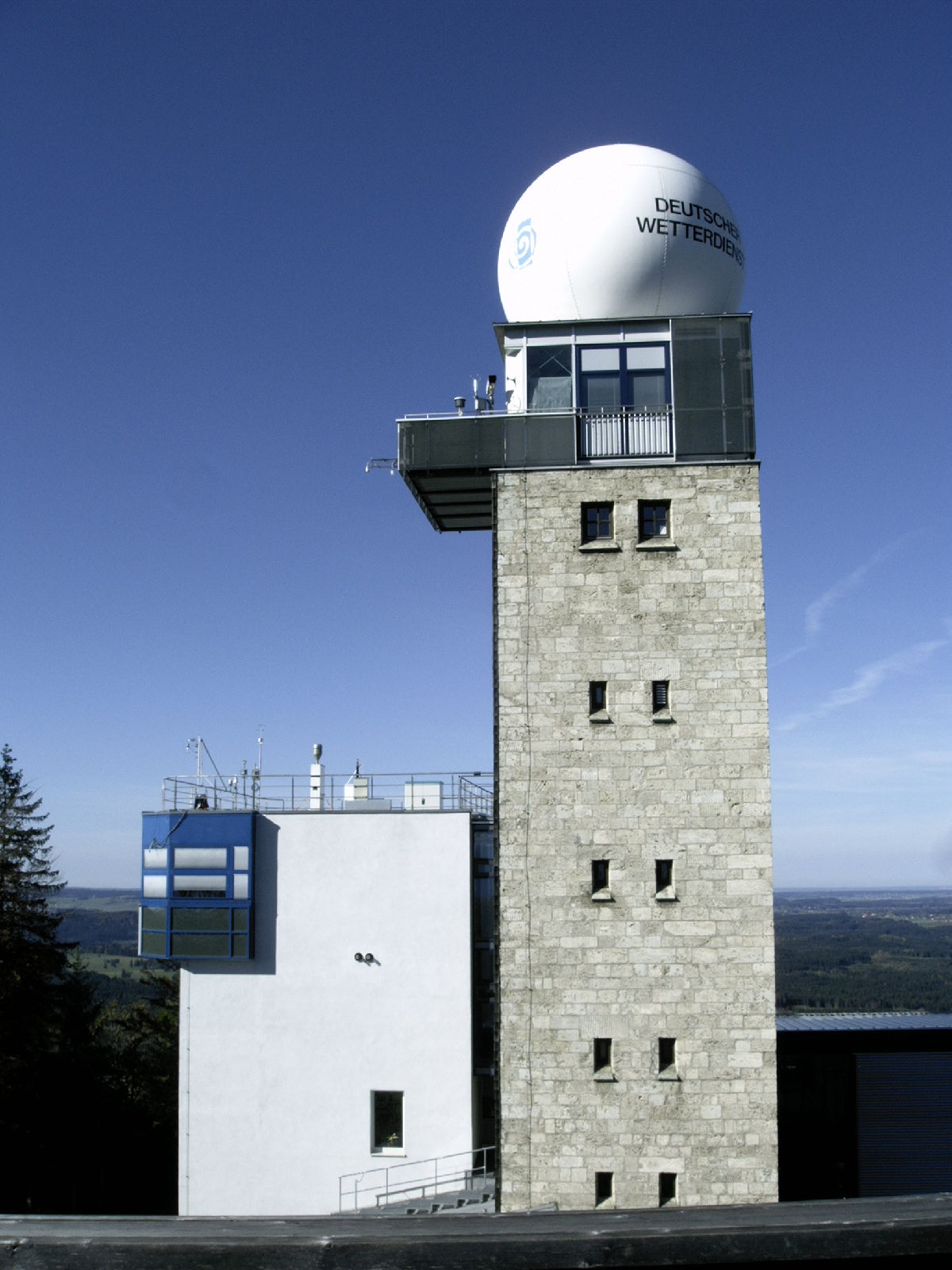
Turm des Observatoriums

Klaus Wege übernahm im Jahr 1986 die Leitung des Observatoriums Hohenpeißenberg. Die Erkennung des antarktischen Ozonlochs und dessen Entstehung durch Fluorchlorkohlenwasserstoffe (FCKW) weckte ein großes öffentliches Interesse an der Entwicklung der Ozonschicht in der Nordhemisphäre und deren Auswirkung auf die UV-Strahlung. Ende 1987 konnte nach dem vollständigen Aufbau des Ozonlidars mit der routinemäßigen Überwachung der Ozonschicht bis in Höhen von 50 Kilometern begonnen werden.
Ein zweites wichtiges Arbeitsfeld auf dem Hohen Peißenberg war der Aufbau des Radarverbundes des DWD, der vom Observatorium maßgeblich gestaltet wurde. Aus mehreren Radars wurden erste Kompositdarstellungen erstellt und den anderen Dienststellen des DWD, insbesondere den Wetterberatungszentren, zur besseren Charakterisierung der aktuellen Niederschlagssituation zur Verfügung gestellt. Die Radardaten erhielten nach der Katastrophe von Tschernobyl 1986 besondere Bedeutung. Dabei wurden Radarmessungen von Flächenniederschlägen, die zur Abschätzung der Auswaschung von radioaktivem Material dienten, an den britischen Wetterdienst abgegeben. Professor Wiesinger von der Bundeswehrhochschule München richtete im Jahre 1991 eine Messkabine für Blitzstudien im Bereich des Fernsehturms Hohenpeißenberg ein, mit deren Hilfe mehrjährige Messungen durchgeführt wurden.
Durch eine personelle Verstärkung der Radargruppe bedingt, wurde in den Jahren 1991 und 1992 der Zwischentrakt aufgestockt. Dabei entstanden fünf Büros und ein Sozialraum. Mit der Erneuerung der Dachschindeln am Hauptgebäude ein Jahr später wurde auch das so genannte Storchennest, eine Beobachtungsplattform für die Wetterbeobachtung, zu einer Dachplattform mit etwa der doppelten Größe erweitert, um die vorhandenen Strahlungsmessgeräte besser platzieren zu können. Außerdem wurde das Rechnernetz des Observatoriums modernisiert.
Angesichts des antarktischen Ozonlochs und der zunehmenden Klimaerwärmung hatte die WMO im Jahre 1989 das luftchemische Messprogramm Global Atmosphere Watch ausgerufen und ihre Mitglieder aufgefordert, sich aktiv daran zu beteiligen. Peter Winkler, der bisherige Leiter des Dezernates Luftbeimengungen am Observatorium Hamburg, wurde im Jahre 1993 neuer Leiter des Observatoriums Hohenpeißenberg. Er setzte die von Wege eingeleiteten Vorbereitungen zum Aufbau einer GAW-Globalstation fort.
Durch die Zusammenlegung der beiden meteorologischen Dienste nach der deutschen Wiedervereinigung wurde eine Neuordnung der Aufgabenverteilung der Observatorien in Deutschland notwendig. Zur Umsetzung des deutschen GAW-Beitrags fanden zahlreiche Abstimmungsgespräche statt. Dem DWD als Vertreter in der WMO wurde die Federführung übertragen. Präsident Mohr berichtete am 22. Juli 1994 dem Generalsekretär der WMO, dass Deutschland eine Globalstation im Observatorium Hohenpeißenberg einrichten werde. Daraufhin wurde eine deutliche Aufstockung des Personalstandes nötig. Für Deutschland als Industrienation bedeutete die luftchemische Überwachung eine wichtige langfristige Aufgabe. Sie wurde nachträglich im Paragraphen vier des neuen DWD-Gesetzes vom 1. Januar 1999 verankert. Mit der Neugliederung des Observatoriums verlor allerdings das traditionsreiche Dezernat Ozon seine Selbstständigkeit und wurde in die GAW-Globalstation eingegliedert.
Am Hohen Peißenberg wurde im Jahr 1996 das erste Dopplerradar der neuen Gerätegeneration in Betrieb genommen, das auch die Anforderungen des Radarverbunds erfüllt. Das 7. Stockwerk des Turmes musste erneuert werden, da das Turmgeschoss für das Gewicht der neuen größeren Antenne nicht ausgelegt war. Mit diesem Radar wurden neue Messtechniken und die Verbesserung vorhandener Geräte möglich, was die Zuverlässigkeit der Radardaten erhöht. Darunter fallen bessere Bodenecho-Filter bei weitgehender Erhaltung des Niederschlagssignals, exaktere Bestimmung eines vertikalen Windprofils, Bestimmung des Radialwindes aus der Dopplerverschiebung und Ableitung des Dual-Dopplerwindes im Überschneidungsbereich zweier Doppler-Radargeräte.
Da für die luftchemischen Arbeiten am Hohen Peißenberg keine geeigneten Labors vorhanden waren, wurde ein Neubau errichtet, der am 4. Mai 2001, nach zahlreichen Verzögerungen, eingeweiht wurde. Diese Einweihung wurde mit einem Tag der offenen Tür verbunden, den 6000 bis 8000 Besucher nutzten. Dies bewies das große Interesse der Bevölkerung an dem traditionsreichen Observatorium. Im Jahre 2000 mussten Baumfällungen vorgenommen werden, um die notwendige ganztägige Besonnung des Hauptmessfeldes wiederherzustellen und die Beeinträchtigung der Sonnenscheindauer-Messung durch die emporgewachsenen Bäume am Messhorizont zu beseitigen.
Für die zahlreichen Besucher wurde aus freigewordenen Containern der Bauphase ein Infopavillon geschaffen und am 26. Juni 2003 eingeweiht.
Aufgrund des sehr umfangreichen Messprogramms einer GAW-Globalstation kam es zu einer Aufgabenteilung zwischen den beiden Plattformen Hohenpeißenberg und Schneefernerhaus auf der Zugspitze. Am Hohen Peißenberg kam zu dem bestehenden Ozonmessprogramm die Messung von reaktiven Gasen, physikalischen und chemischen Parametern des Aerosols und der chemischen Zusammensetzung des Niederschlags hinzu. Das Umweltbundesamt betreibt die Station Schneefernerhaus als eine Ergänzungsstation, in der vor allem langlebige Klimagase gemessen werden.
Das Observatorium bestand am 31. Dezember 2005 225 Jahre. Im September 2006 fand der offizielle Festakt unter der Leitung von Wolfgang Fricke statt, der am 19. Januar 2006 zum neuen Leiter des Observatoriums ernannt worden war.

## Station

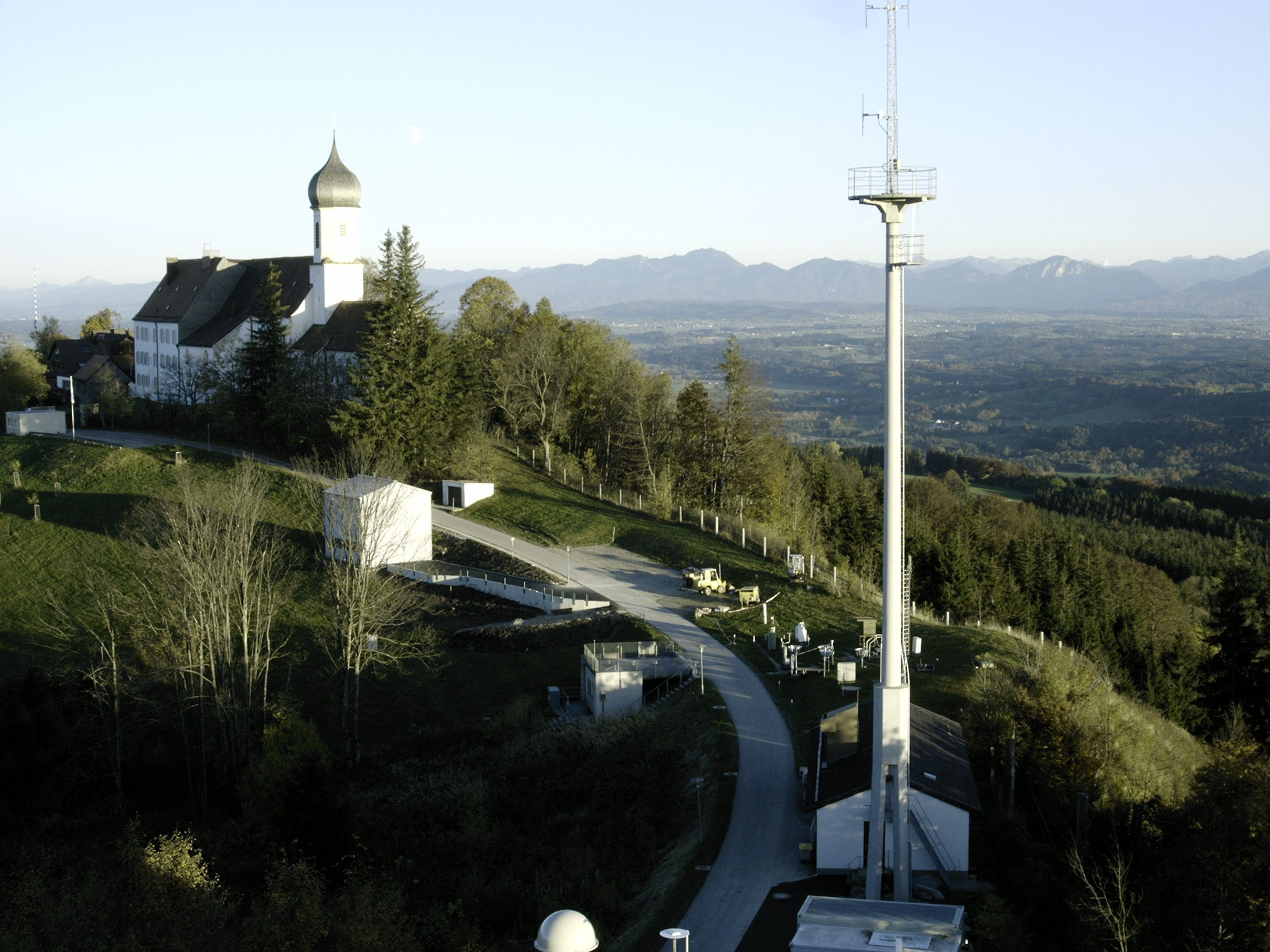
Blick zur Wallfahrtskirche

Vom 1. Januar 1781 bis zum 30. November 1936 befand sich die Beobachtungsstation auf dem höchsten Punkt des Berges in einem Zimmer im zweiten Stock des Klosterbaues, der unmittelbar östlich an die Kirche grenzt. Auf dem Dach des Klosterbaues befand sich seit 1772 eine Beobachterplattform, die ursprünglich für die geplante Sternwarte gebaut worden war. Auf dieser Plattform waren Regen- und Schneesammelgefäße und eine Windfahne angebracht. Vor dem Fenster des unbeheizten Beobachterraums befand sich die Thermometerhütte. Diese war ursprünglich aus Holz und wurde von Lamont durch eine Fensterhütte aus Zinkblech, durch hölzerne Schattenschirme gegen morgendliche und abendliche direkte Sonneneinstrahlung in den Sommermonaten geschützt, ersetzt. Ein Federkielhygrometer war in einem zweiten Gehäuse untergebracht. Nach Süden hin, auf der gegenüberliegenden Gebäudeseite, befand sich ein Flur, von dem aus eine Mittagslinie, nach der das Deklinatorium ausgerichtet war, in den Beobachtungsraum führte.
Durch eine Tür wurde der Beobachtungsraum zum südlich angrenzenden Flur abgetrennt. Durch diese Tür ging die Mittagslinie. Lamont ließ in diesem Flur das Gerät zur Messung der magnetischen Intensität aufstellen. Der nach Entfernung einer Trennwand vergrößerte Raum mit den Instrumenten war durch einen einfachen Lattenverschlag abgetrennt, um Besuchern einen Einblick in das Observatorium zu ermöglichen. Der Beobachtungsraum blieb über 155 Jahre bis 1936 nahezu unverändert.
Am 1. Dezember 1936 wurde die Station in ein etwa 100 Meter entferntes, in östlicher Richtung gelegenes Gasthaus verlegt. Am Ostende dieses Gebäudes befand sich im ersten Stock der Beobachtungsraum. Am 10. April 1940 wurde die Bergwetterstation in das neugebaute Observatorium am westlichen Ende des Höhenrückens, etwa 100 Meter von der Kirche entfernt, umquartiert. An diesem Gebäude, das von drei Seiten von einem baumbestandenen Steilhang umgeben ist, befindet sich westlich ein Werkstatt- und Labortrakt, daran anschließend unmittelbar vor dem Steilhang, ein 30 Meter hoher Turm. Der Beobachtungsraum war zunächst im zweiten Stock des Observatoriums untergebracht und zog Ende 1967 in darüber liegende, neu ausgebaute Räume um.

## Instrumentale Ausstattung
Zu Beginn der Messungen der Station Hohenpeißenberg von 1781 bis 1840 standen folgende meteorologischen Messgeräte zur Verfügung: ein Quecksilbergefäß-Barometer mit einer Skala in Pariser Linien und Vernir auf dem Barometerbrett und einem Reduktionsthermometer mit Réaumur-Skala; im Beobachtungsraum befand sich auf einer in die Wand eingelassenen Marmorplatte das Barometer, auf dem Boden war ein Deklinatorium und Inklinatorium von Brander, Augsburg, für erdmagnetische Messungen aufgestellt. Ein nach unten zu öffnender Holzkasten, der ein Thermometer mit Holzskala und ein Federkielhygrometer enthielt, hing von der Decke, einen Pariser Fuß vom Mittelrahmen des Fensters entfernt. Auf der Plattform auf dem Dach des Klosterbaus befanden sich ein viereckiger Regenmesser mit einem pyramidenförmigen Trichter und einer Auffangfläche von vier Pariser Quadratfuß, außerdem ein viereckiger Schneemesser mit 2,5 Pariser Fuß Tiefe und einer Auffangfläche von einem Pariser Quadratfuß, ein Verdunstungsmesser sowie ein zweites, frei in der Sonne hängendes Thermometer. Daneben befand sich eine Windfahne, für die die Windrichtungsanzeige im Beobachtungsraum angebracht war. Außerdem gehörten die nachstehenden, von Brander gebauten Instrumente zur Ausrüstung der Station: ein Glasnonius, ein Elektrometer zur Messung der Luftelektrizität, eine große Nivellierwaage, das sogenannte Observatorium portabile, ein newtonsches Spiegelteleskop, ein Sonnenquadrant und ein Sekundenpendel.
Das Federkielhygrometer wurde 1811 unbrauchbar. 1828 konnte ein neues Haarhygrometer eingesetzt werden. Die Station erhielt 1841 neue Thermometer und ein Psychrometer nach August und 1842 ein zusätzliches Barometer aus den Werkstätten der Königlichen Sternwarte München. 1840 wurde die Temperaturmessung durch ein kupfernes Gehäuse mit besserer Durchlüftung verbessert. 1849 erhielt die Thermometerhütte hölzerne Blenden zur Abschirmung der kurzzeitigen Sonneneinstrahlung. Ein zusätzliches Stationsbarometer der Königlichen Sternwarte München wurde Mitte 1850 aufgebaut. Bis 1878 wurde diese Ausrüstung im Wesentlichen beibehalten.
Mit der Übernahme der Station Hohenpeißenberg durch die Königlich Bayerische Meteorologische Zentralstation München wurde sie mit neuen Geräten ausgerüstet. Die alte Thermometerhütte wurde durch ein Thermometergehäuse aus Zinkblech mit rechteckigem Querschnitt ersetzt, das ein Psychrometer und ein Extremthermometer enthielt. Ein zylindrisches Normalthermometergehäuse aus weißlackiertem Zinkblech mit doppeltem konischen Dach kam 1888 hinzu. Einen zusätzlichen Barographen erhielt die Station 1892 und 1878 einen neuen Regenmesser nach Bezold mit einer Auffangfläche von 500 Quadratzentimetern. Dieser wurde in der Südostecke des östlich vom Pfarrhaus liegenden Gartens, etwa 26 Meter vom Gebäude entfernt, aufgebaut.

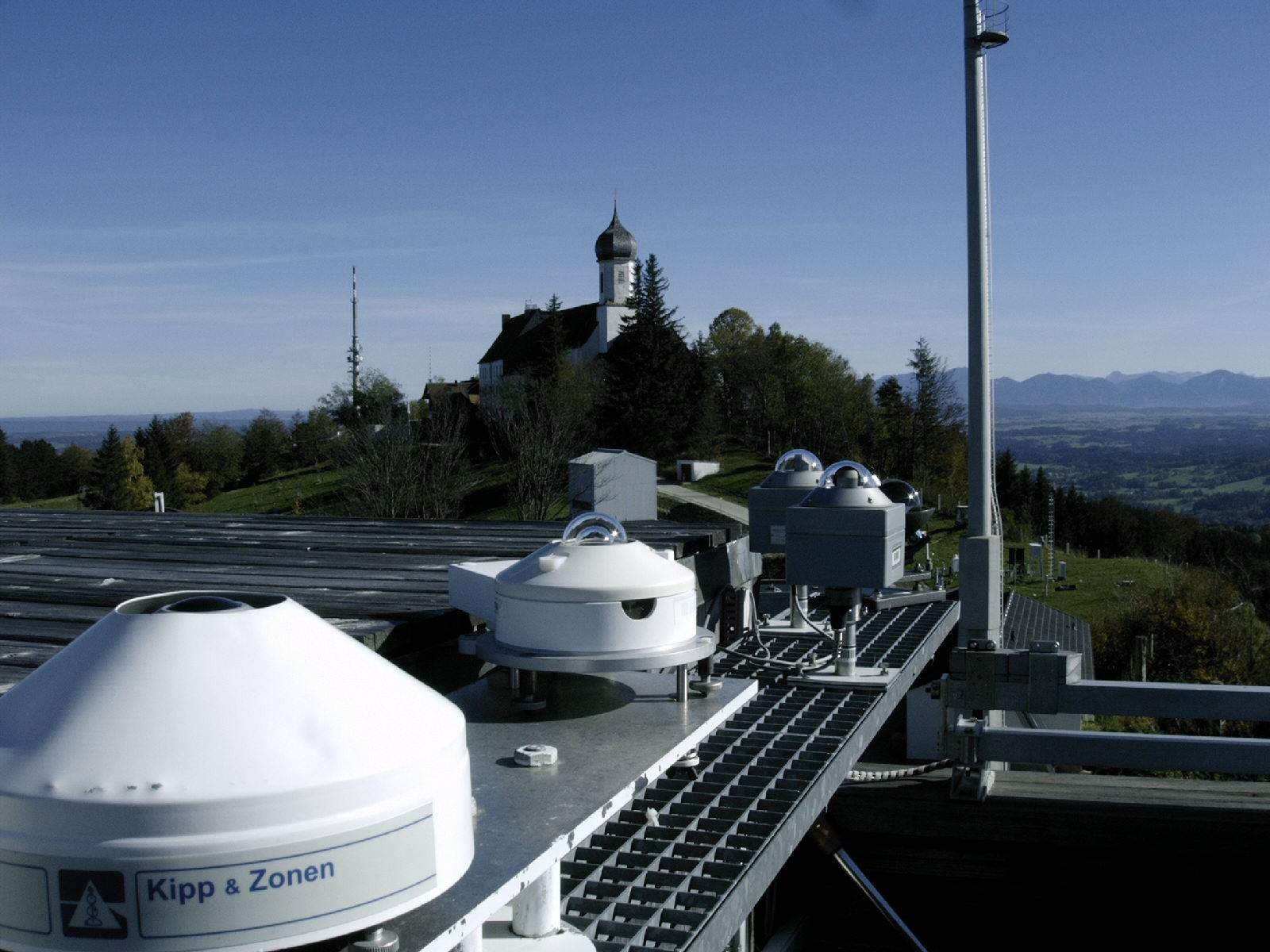
Messgeräte

Der Regenmesser von Bezold wurde 1902 oder 1903 gegen einen Hellmann-Regenmesser mit 200 Quadratzentimetern Auffangfläche ausgetauscht. Ein älteres Anemometer für direkte Ablesung konnte 1910 übernommen werden, außerdem wurden ein Thermograph und ein Hygrograph aufgestellt. 1910 begannen Windmessungen mit dem Aufbau eines registrierenden Schalenkreuzanemometers nach Fuess auf der Plattform des Pfarrhauses. Die Station erhielt 1936 ein Stationsbarometer nach Fuess. Im Garten zwischen Gasthaus und Klosterbau konnte ein Messfeld mit einer Fläche von vier mal vier Metern eingerichtet werden. Darauf befand sich eine Thermometerhütte mit Psychrometer, Extremthermometer, Haarhygrometer, Thermograph, Hygrograph, Aspirator, Gebirgsregenmesser und einem Erdboden-Minimumthermometer. Auf der Plattform des Klosters wurde 1936 ein Sonnenscheinautograph und 1938 ein Windschreiber Fuess Universal installiert.

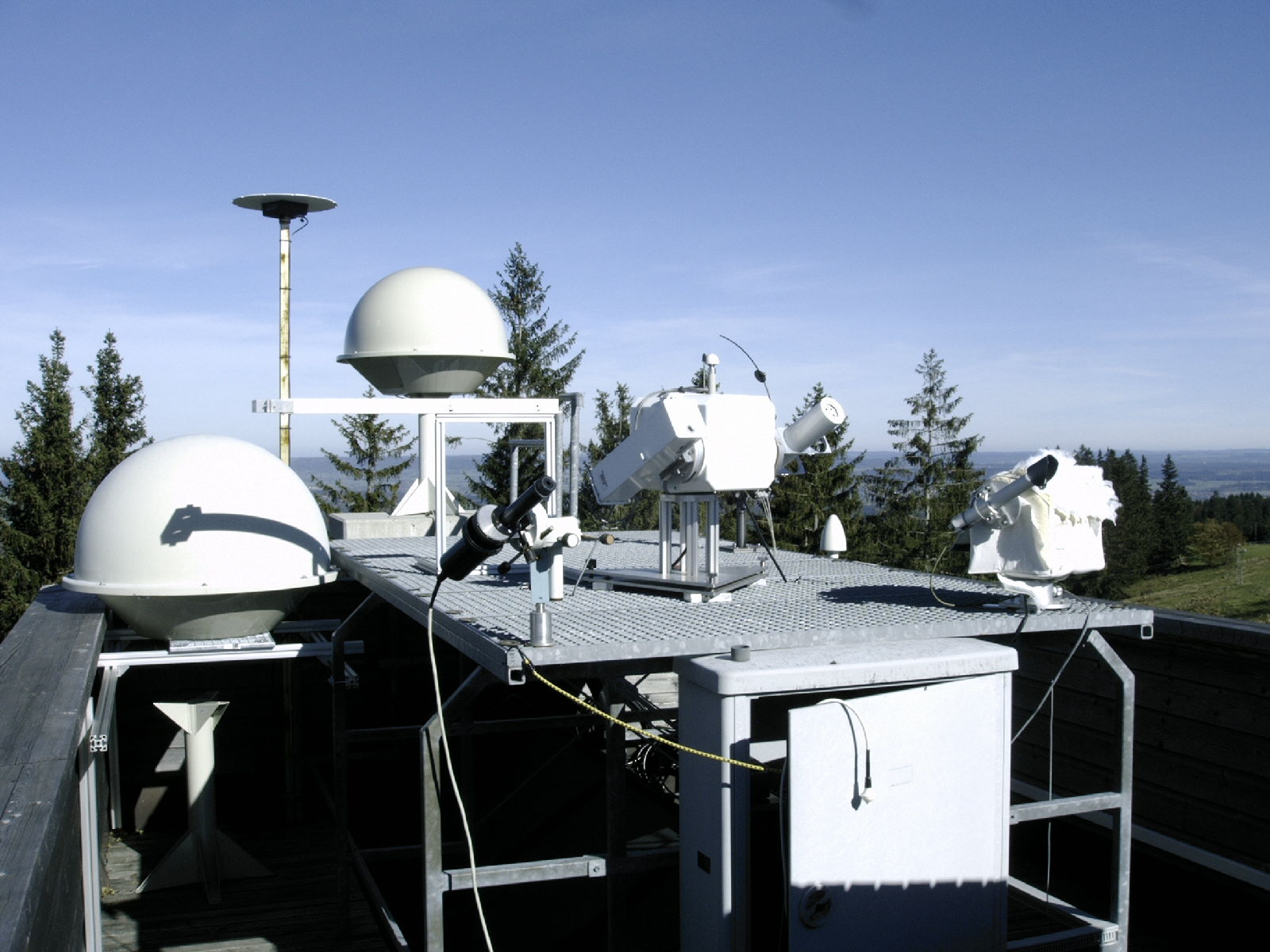
Messgeräte

Mit der Verlegung der Station in das heutige Observatoriumsgebäude im Jahre 1940 kamen die Zimmerinstrumente in den Beobachtungsraum im zweiten Stock. Das Messfeld mit Klimahütte wurde ebenfalls 1940 auf dem Gelände des Observatoriums aufgebaut. Der Windschreiber Fuess Universal wurde auf einen Mast am Dach des Stationsgebäudes gesetzt. Der Sonnenscheinschreiber blieb zunächst an der alten Stelle und wurde erst 1946 auf die Plattform des Observatoriums verlegt. 1948 konnte dort ein Robitzsch-Aktinograph und 1957 ein Solarimeter nach Moll-Gorczynski in Betrieb genommen werden.
Mit der Wiederaufnahme des Forschungsbetriebs kamen nach 1950 zahlreiche Messgeräte und Apparate hinzu. Ende 1964 erforderte die Erweiterung der Forschungsaufgaben zusätzlich den Aufbau moderner elektronischer Geräte, wie zwei elektronischer Theodolite im Dezimeterwellenbereich und eines Primärradars im X-Band-Bereich. 1971 konnte eine elektronische Datenverarbeitungsanlage und 1974 ein Solid-State-C-Band-Radar in Betrieb genommen werden, außerdem ein genaues Spektrophotometer sowie chemische und optische Geräte zur Messung des Ozons in der Atmosphäre.

## Beobachtungen

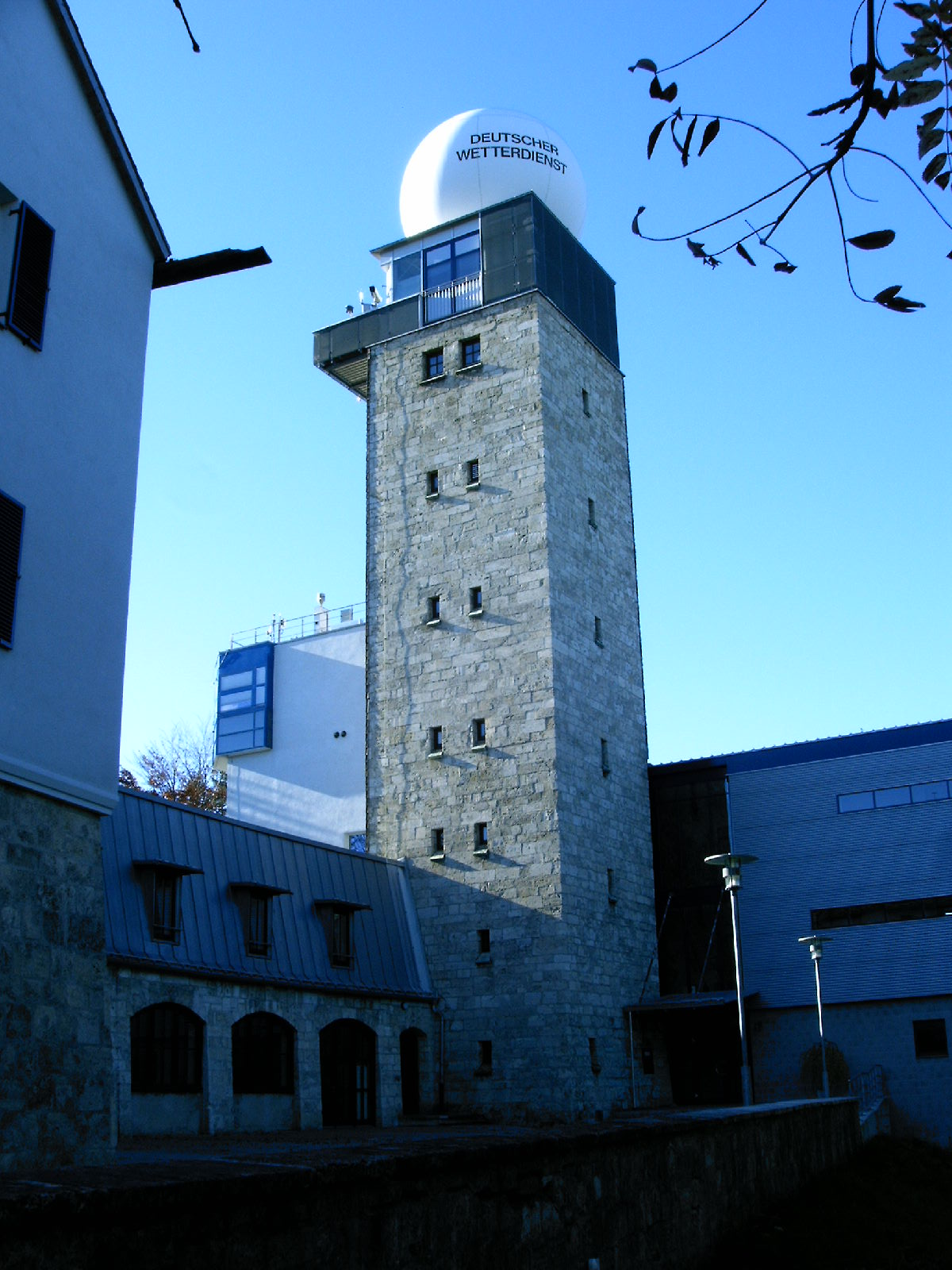
Der Turm des Observatoriums verkleidet mit Pollinger Kalktuff

Bei den Beobachtungsreihen am Hohen Peißenberg müssen mehrere Zeiträume, die durch Gerätewechsel oder den Wechsel des Standortes geprägt waren, unterschieden werden. Bei der Übernahme der Station Hohenpeißenberg durch die Königliche Meteorologische Centralstation München wurde im Oktober 1878 das gesamte Instrumentarium ausgetauscht. Dies wirkte sich besonders bei der Niederschlagsmessung aus. Es wurde deswegen verschiedentlich versucht, die Differenzen, die in den Messungen entstanden waren, auszugleichen. Ein Bericht über den alten Niederschlagsmesser befindet sich in den Beobachtungen 1879:

„Der Regenmesser befand sich früher auf der obenbeschriebenen Plattform, ein wenig oberhalb und seitwärts vom Firste des äußerst steil ansteigenden Daches, 22 m hoch über dem Erdboden. Dieser Umstand, im Vereine mit der eigenthümlichen Gestalt des Regenmessers – ein flacher Trichter mit quadratischem Querschnitt – mußte nothwendig zu geringe Resultate liefern und sind deßhalb die ältesten Beobachtungen über die Menge des Niederschlags mit den neueren nicht vergleichbar.“

### 1781 bis 1878
Die Beobachtungsergebnisse der Jahre 1781 bis 1878 wurden in verschiedenen Veröffentlichungen, Tagebüchern und Zusammenstellungen dargestellt: Veröffentlichungen sind Ephemerides Societatis Meteorologicae Palatinae, kurz Ephemeriden genannt, aus den Jahren 1781 bis 1792, mit Annalen der Münchener Sternwarte, 1. Supplementband von 1792 bis 1850 und Annalen der Münchener Sternwarte, VII. Supplement von 1851 bis 1864, jeweils von Johann von Lamont. Von Tagebüchern gibt es gebundene Abschriften von 1800 bis 1835. Es bestehen mehrere Zusammenstellungen der Beobachtungen, wie Extensobeobachtungen für jedes Element gesondert, von 1792 bis 1864 und von 1865 bis 1874. Monatstabellen gibt es aus den Jahren 1840 bis 1878. Auswertungen zu den einzelnen Messparametern liegen aus den Jahren 1792 bis 1960 vor und von 1790 bis 1806 existieren Monatsmittel zu den Messparametern. Im Zentralamt des Deutschen Wetterdienstes liegt die Hollerith-Listung aus den Jahren 1781 bis 1878 vor.
Bei der Durchsicht des vorhandenen Datenmaterials stellte man fest, dass Gerätewechsel sowie Änderungen der Auswertungsmethode die Messreihen verschiedentlich stark beeinflusst haben. Die Beobachtungen führten von Anfang an bis nach der Säkularisation Chorherren des Augustiner-Chorstifts Rottenbuch durch. Ab 1806, mit der Übernahme der Station durch die Königliche Akademie der Wissenschaften, war der ansässige Lehrer als zweiter Beobachter in der Regel für die Morgenbeobachtung zuständig, während der Pfarrer die Beobachtungen mittags und abends übernahm. Die Beobachtungen, die durchwegs von den Pfarrern durchgeführt wurden, waren gleichmäßiger.

### 1879 bis heute

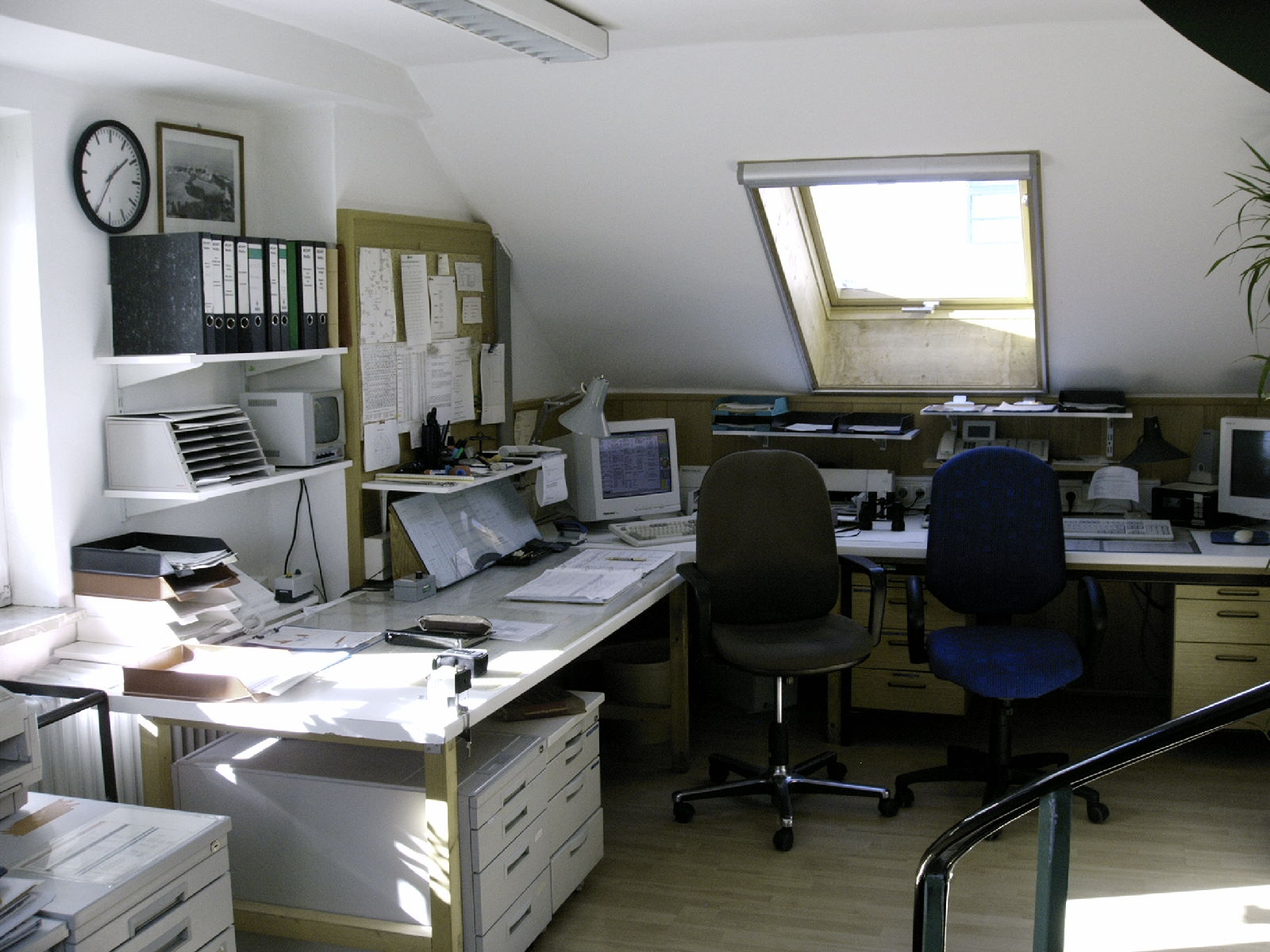
Büro eines Wetterbeobachters 2007

Im Oktober 1878 wurden die meisten Geräte ausgetauscht. Die Thermometerhütte blieb allerdings unverändert an ihrem Standort. 1888 wurden Vergleichsmessungen mit der neuen bayerischen Standard-Thermometerhütte aus weiß gestrichenen Zinkblech, die schwenkbar an einem Arm am Fensterstock angebracht war und zum Ablesen mit einem Faden herangezogen wurde, durchgeführt. Es wurden auch Vergleichsmessungen zwischen dem Haarhygrometer und dem Psychrometer durchgeführt, wobei man feststellte, dass das Hygrometer Herstellungsfehler aufwies. Daraufhin wurden die betreffenden Geräte in allen anderen Stationen repariert.
Seit dem Jahr 1879 weist die Beobachtungsreihe nur eine kurze Unterbrechung zwischen 3. und 13. Mai 1945 auf. Die Lücken konnten durch Interpolation der Klimabeobachtungen von München, Augsburg und Füssen geschlossen werden. Gewisse Änderungen in der Beobachtungsreihe traten auf, als die Station am 1. Dezember 1936 vom Reichswetterdienst übernommen und die Station von hauptamtlichen Beobachtern betreut wurde. Eine weitere Änderung trat am 10. April 1940 ein, als die Station vom Klosterbau in das Gebäude des neuen Observatoriums verlegt wurde. Die 1940 vernachlässigten Vergleichsmessungen wurden nach dem Krieg nachgeholt, wobei eine deutliche Änderung des Luftdrucks und zwar im Mittel einen Anstieg der Werte festgestellt wurde. 
Teilweise wurde versucht, anschließend die ermittelten Unterschiede beim Zusammenschluss der Zeitreihen vor und nach 1940 auszugleichen. in der heutigen Zeit wird aber die Zeitreihe ohne Homogenisierung gekoppelt.

## Klimawerte

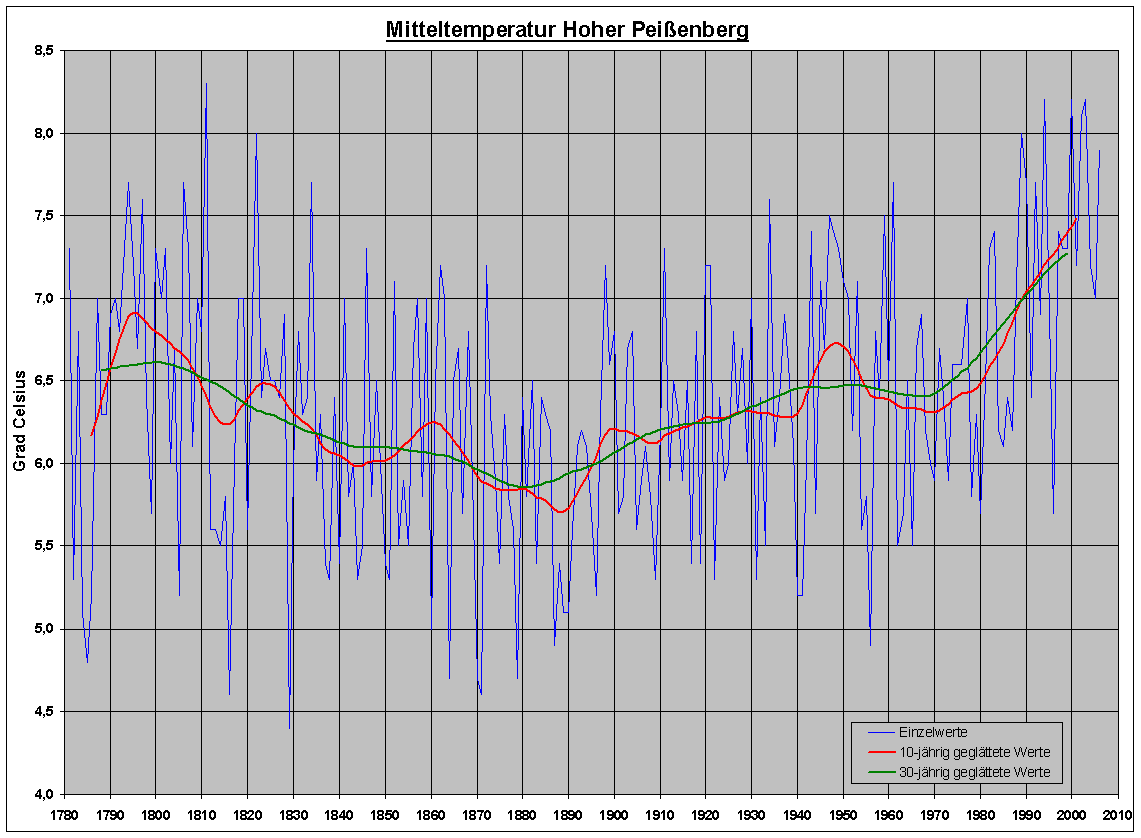
Beispiel einer Temperaturreihe

Johannes Grunow führte Untersuchungen zu den Messreihen der Hohenpeißenberger Station durch und fasste diese in eine Zusammenstellung für den Zeitraum von 1761 bis 1960 zusammen. Diese Zusammenstellung wurde anschließend bis in die Gegenwart fortgeschrieben. Die Klimawerte für den Hohen Peißenberg reichen teilweise bis 1781 zurück, wie z. B. bei den Temperaturmitteln. Extremwerte der Temperatur können erst seit der Einführung der Maximum- und Minimum-Thermometer 1879 festgestellt werden.
Die Temperaturmittel wurden durch drei Tagesablesungen ermittelt. Repräsentative Niederschlagsmessungen liegen seit 1879 vor, weil der Niederschlagsmesser sich zuvor auf dem Dach des Pfarrhauses befand, wo die Messungen durch Windeinflüsse beeinflusst wurden. Weitere Klimaelemente kamen mit den jeweiligen Erweiterungen der Geräteausstattung hinzu, wie Messungen der Sonnenscheindauer ab 1937 und der Schneehöhe ab 1901.
| Bereich                                   | Zeitraum  | Jan.  | Feb.  | März           | April | Mai   | Juni  | Juli  | Aug.      | Sep.  | Okt.  | Nov.  | Dez.  | Jahr      |
| ----------------------------------------- | --------- | ----- | ----- | -------------- | ----- | ----- | ----- | ----- | --------- | ----- | ----- | ----- | ----- | --------- |
| Temperaturmittel in °C                    | 1781–2008 | −2,0  | −1,2  | 1,3            | 5,3   | 10,0  | 13,0  | 15,0  | 14,6      | 11,6  | 7,1   | 2,1   | −0,9  | 6,4       |
| Wärmstes Mittel in °C                     | 1781–2008 | 6,1   | 5,1   | 6,2            | 12,1  | 15,3  | 19,3  | 19,8  | 20,7      | 16,3  | 12,8  | 7,4   | 4,5   | 8,3       |
| Wärmstes Mittel in °C                     | 1781–2008 | 1796  | 1990  | 1822 1957 1989 | 1800  | 1868  | 2003  | 2006  | 2003      | 1961  | 2001  | 1852  | 1806  | 1994 2003 |
| Kältestes Mittel in °C                    | 1781–2008 | −8,5  | −12,4 | −6,0           | −0,5  | 5,2   | 8,8   | 11,3  | 11,2      | 5,3   | 0,8   | −3,9  | −10,5 | 4,4       |
| Kältestes Mittel in °C                    | 1781–2008 | 1848  | 1956  | 1785           | 1817  | 1876  | 1923  | 1913  | 1833 1844 | 1912  | 1905  | 1851  | 1788  | 1829      |
| Absolute Höchsttemperatur in °C           | 1879–2008 | 17,2  | 19,7  | 21,6           | 25,5  | 28,3  | 31,8  | 33,8  | 33,1      | 29,6  | 26,3  | 21,5  | 18,5  | 33,8      |
| Absolute Höchsttemperatur in °C           | 1879–2008 | 2002  | 2008  | 2008           | 2003  | 1958  | 1980  | 1947  | 2003      | 1943  | 1981  | 1968  | 1985  | 1947      |
| Absolute Tiefsttemperatur in °C           | 1879–2008 | −26,3 | −29,1 | −18,8          | −11,0 | −6,6  | −1,1  | −0,8  | 0,2       | −3,5  | −10,8 | −14,9 | −21,1 | −29,1     |
| Absolute Tiefsttemperatur in °C           | 1879–2008 | 1907  | 1929  | 1886           | 1905  | 1906  | 1962  | 1903  | 1903      | 1897  | 1920  | 1890  | 1879  | 1929      |
| Niederschlagsdurchschnitt                 | 1879–2008 | 57    | 51    | 61             | 82    | 121   | 154   | 159   | 140       | 110   | 73    | 63    | 58    | 1129      |
| Größte Niederschlagssumme in mm           | 1879–2008 | 140,6 | 165,5 | 185,1          | 207,7 | 350,7 | 366,6 | 346,5 | 277,8     | 239,1 | 226,5 | 199,3 | 154,7 | 1581,9    |
| Größte Niederschlagssumme in mm           | 1879–2008 | 1968  | 1970  | 1939           | 1965  | 1999  | 1979  | 1993  | 1970      | 1899  | 1981  | 1992  | 1918  | 1939      |
| Kleinste Niederschlagssumme in mm         | 1879–2008 | 1,8   | 8,8   | 10,3           | 2,8   | 16,6  | 43,5  | 29,3  | 35,4      | 21,7  | 2,7   | 5,7   | 5,5   | 776,2     |
| Kleinste Niederschlagssumme in mm         | 1879–2008 | 1997  | 1882  | 1918           | 1893  | 1992  | 1887  | 2006  | 1947      | 1895  | 1943  | 1920  | 1888  | 1943      |
| Größte Tagessumme des Niederschlags in mm | 1879–2008 | 42,4  | 54,5  | 61,3           | 58,1  | 138,5 | 116,8 | 94,5  | 91,2      | 65,4  | 49,8  | 79,4  | 47,0  | 138,5     |
| Größte Tagessumme des Niederschlags in mm | 1879–2008 | 1912  | 1990  | 2000           | 1892  | 1999  | 1979  | 1910  | 1970      | 1888  | 1973  | 1921  | 1918  | 1999      |
| Mittlere Sonnenscheinsumme in Stunden     | 1937–2008 | 93    | 103   | 142            | 163   | 197   | 206   | 230   | 215       | 174   | 143   | 90    | 82    | 1840      |
| Größte Sonnenscheinsumme in Stunden       | 1937–2008 | 178   | 204   | 244            | 317   | 264   | 310   | 332   | 314       | 286   | 225   | 166   | 171   | 2215      |
| Größte Sonnenscheinsumme in Stunden       | 1937–2008 | 1989  | 1959  | 1953           | 2007  | 1950  | 1976  | 2006  | 1947      | 1959  | 1971  | 1978  | 1972  | 2003      |
| Geringste Sonnenscheinsumme in Stunden    | 1937–2008 | 49    | 41    | 67             | 82    | 97    | 123   | 144   | 133       | 69    | 57    | 37    | 31    | 1547      |
| Geringste Sonnenscheinsumme in Stunden    | 1937–2008 | 1987  | 1970  | 1944           | 1989  | 1939  | 1956  | 1980  | 2006      | 2001  | 1992  | 1964  | 1947  | 1987      |
| Größte monatliche Schneehöhe in cm        | 1901–2008 | 78    | 100   | 115            | 73    | 22    | 10    | 0     | 0         | 17    | 35    | 56    | 75    | 115       |
| Größte monatliche Schneehöhe in cm        | 1901–2008 | 1959  | 1978  | 1988           | 1979  | 1979  | 1962  | –     | –         | 2002  | 1956  | 1999  | 1962  | 1988      |
| Mittlere Zahl der Sommertage              | –         | –     | –     | –              | –     | 0,4   | 1,3   | 3,3   | 2,6       | 0,4   | –     | –     | –     | 8,1       |
| Mittlere Zahl der Frosttage               | –         | 25,5  | 22,0  | 19,0           | 11,7  | 2,6   | 0,1   | 0     | –         | 0,3   | 5,5   | 16,1  | 23,5  | 126,4     |
| Mittlere Zahl der Eistage                 | –         | 12,5  | 10,4  | 5,7            | 1,0   | –     | –     | –     | –         | –     | 0,7   | 5,8   | 11,2  | 47,4      |